# La Vanguardia (Argentine)
Pour l’article homonyme, voir La Vanguardia.
La Vanguardia est un journal argentin fondé en 1894 à Buenos Aires et devenu en 1896 l’organe officiel du PS argentin.
Le journal se donnait pour but d’accompagner et de propulser le processus d’émancipation politique et sociale des masses ouvrières par un travail actif de pédagogie et de propagande. Ses pages traitaient essentiellement de sujets politiques et doctrinaux, mais aussi économiques, sociaux et culturels. Bien que pratiquant dans ses débuts un journalisme militant, dans une veine romantique et révolutionnaire (où l’on était en même temps rédacteur et typographe, où l’on flétrissait la presse « bourgeoise », où se côtoyaient intellectuels et employés d’extraction plus modeste, et où la rémunération était aléatoire), le journal adopta bientôt une ligne idéologique largement façonnée par son cofondateur, le dirigeant socialiste Juan B. Justo, alors principal bailleur de fonds, qui s’appuyait sur le « socialisme scientifique », poursuivait une visée civilisatrice (au sens de Sarmiento) et professait une attitude de « neutralité » vis-à-vis du mouvement syndical. La Vanguardia, outil indispensable pour les militants socialistes (et dans la suite pour le PS institutionnalisé), joua, comme espace de sociabilité, un rôle déterminant dans la fondation officielle en 1896 d’un parti socialiste structuré.
Devenu après le congrès fondateur du PS en 1896 l’organe attitré du PS, et sa viabilité financière désormais assurée, le journal prit ses quartiers dans un immeuble à Buenos Aires, où furent hébergés non seulement la rédaction et l’administration du journal, mais aussi le Centre socialiste ouvrier, le comité exécutif du PS, le Centre d’études socialiste, etc. Son statut d’organe attitré d’un parti politique comportait la charge de coordonner les réunions, assemblées, congrès et actions de mobilisation du PS, et d’en informer le public. Le journal fut transformé en société anonyme, en même temps qu’était instituée au sein du PS une Commission de la presse, appelée à assumer dorénavant les fonctions de direction et de gestion du journal et dont les membres seraient les mêmes que ceux du directoire de la société anonyme. Comme organe du PS, dont le directeur, souvent recruté dans le milieu universitaire, était nommé par les instances de direction du parti, La Vanguardia reflétait les tensions entre les différents courants idéologiques présents dans le parti. Adrián Patroni, placé à la tête de la rédaction en 1896, conçut et mit en œuvre une propagande simple à destination des ouvriers, en faisant appel à de nouvelles ressources telles que chansons, poèmes criollos, fictions dialoguées et illustrations. Devenu quotidien en septembre 1905, le journal prit nettement position dans les luttes sociales de l’Argentine conservatrice (d’avant la Première Guerre mondiale), et stigmatisa sous les gouvernements UCR (1919-1930) la politique « démagogique » d’Yrigoyen, puis, sous la plume de son nouveau directeur Ghioldi, ne ménagea pas ses critiques contre les gouvernements de la Décennie infâme (1930-1943). En 1914, le tirage de La Vanguardia s’était accru de 5 000 à 20 000 exemplaires, à comparer toutefois aux plus de 150 000 exemplaires des principaux journaux argentins.
Soucieux d’élargir son lectorat, le journal entreprit, à l’image de la « grande presse » de Buenos Aires, de se « professionnaliser » plus avant, d’étendre son offre, d’introduire la publicité dans ses colonnes, et tendait parallèlement à cibler davantage la classe moyenne, à s’adresser au « peuple » et au « citoyen » plutôt qu’aux classes laborieuses, à accorder la priorité aux « droits civiques » et à l’« idéal de liberté » au détriment de l’amélioration matérielle concrète, et à mettre en avant l’idéal de l’« ouvrier conscient », archétype d’une « aristocratie ouvrière », minoritaire et bien rémunérée — évolution renforcée encore par Ghioldi, directeur par intermittence jusqu’en 1958. Le PS, en accord avec sa stratégie réformiste visant une transformation graduelle et légale de la société, et son porte-voix La Vanguardia, s’érigeaient à présent en promoteurs des classes salariées en leur qualité de consommateurs, et voyaient dans la culture de la consommation et dans l’adoption des comportements et du style de vie des classes moyennes une voie d’accès à la citoyenneté et un facteur de mobilité sociale. La Vanguardia était alors le journal argentin le plus fortement tributaire de la publicité pour son financement.
Son opposition virulente au régime militaire issu du coup d’État de 1943 valut au journal saisies et suspensions, puis une cessation volontaire en 1944. Juan Perón, titulaire du secrétariat au Travail et artisan d’une politique sociale (avec avantages concrets pour les travailleurs et une réalisation effective de leurs droits), était plus particulièrement dans le collimateur du PS et de son organe. Sa politique syndicale et sociale était taxée de corporatiste voire de fasciste, d’instrument de domination démagogique, et dénuée de toute pertinence, attendu que la justice sociale n’avait de sens qu’associée à la démocratie, à la liberté et à l’autonomie des travailleurs ; seul comptait le retour à la légalité, auquel tout progrès ultérieur était subordonné. En avril 1945, La Vanguardia, quotidien de six pages tirant à 40 000 exemplaires pour une audience de 200 000 lecteurs, et vivant de ses abonnés et des recettes publicitaires, publiait des articles de politique nationale et internationale, sur les spectacles, la culture et les sports, mais privilégiait l’analyse de l’actualité politique nationale, l’information sur le PS et les articles de nature doctrinale.
Après que la coalition antipéroniste, activement soutenue par le journal, eut été battue lors de la consultation électorale de février 1946, le journal et le PS, observant avec dépit la défection des travailleurs au profit du péronisme, se montrèrent incapables d’appréhender correctement l’adhésion ouvrière à Perón et menèrent une opposition farouche contre les gouvernements péronistes, en éreintant en particulier la planification économique et les nationalisations des entreprises de service public. Le directeur Ghioldi s’étant impliqué dans une tentative de coup de force, le journal fut visé par une mesure de fermeture définitive, mais ressurgit à Montevideo et circula sous le manteau en Argentine. Son antipéronisme outrancier le porta à se féliciter du bombardement de la place de Mai de juin 1955 et du putsch contre Perón de septembre 1955.
Paraissant à nouveau à Buenos Aires en octobre 1955, La Vanguardia soutint diligemment le régime militaire issu du coup d’État et réclamait, à l’unisson des socialistes, une « dépéronisation » radicale. Cependant, des dissensions allaient surgir dans la rédaction et au sein du PS, certains (l’aile gauche) voulant garder du péronisme au moins l’héritage social. La querelle, s’envenimant, aboutit à la prise de pouvoir de l’aile gauche et à l’évincement des ghioldistes, qui décidèrent de lancer un journal à part. La Vanguardia ne cessa de péricliter par la suite, au fur et à mesure que des factions diverses faisaient sécession et créaient leur propre périodique, mais renaquit de ses cendres en 2006, dans le sillage de la réunification du PS argentin.

## Fondation et premières années

### Fondation
La Vanguardia a été fondée par Juan B. Justo, Esteban Jiménez, Augusto Kühn, Isidro Salomó et Juan Fernández, qui étaient tous (hormis le premier cité, qui était médecin et argentin) des ouvriers immigrés venus d’Europe et des pionniers du socialisme en Argentine,. À l’origine de sa fondation se trouve un appel lancé le 2 août 1893 dans le quotidien La Prensa, appel signé « La Commission » et adressé aux « présidents de toutes les sections ouvrières », et qui invitait ceux-ci « à assister à la conférence qui se tiendra ce jour à 7 h 30 du soir dans le Café Francés, au 318 rue Esmeralda à Buenos Aires, pour échanger des impressions sur la formation d’une Fédération et la création d’un journal qui défende les intérêts de la classe des travailleurs ». Ledit appel était en réalité l’œuvre du Groupement socialiste (Agrupación Socialista) et portait la signature d’Augusto Kühn, l’un des principaux animateurs du groupe socialiste Vorwärts, fondé par des immigrants allemands en 1882. Cependant, seuls étaient présents au rendez-vous quatre ouvriers (Kühn lui-même, Jiménez, Salomó et Fernández, secrétaire des tonneliers), venus dans l’espoir de trouver les moyens de lancer un périodique et avec l’intention de mettre en chantier la formation d’une fédération apte à coordonner l’action syndicale et politique des travailleurs. Constatant que la convocation n’avait pas eu la résonance escomptée, les participants décidèrent de mettre fin à la rencontre, mais avant qu’ils ne quittent le café, un cinquième personnage fit son apparition et se joignit au groupe, Juan B. Justo, médecin de 28 ans, qui avait lu l’annonce dans La Prensa et était disposé à prêter son concours à la création d’un journal défendant les intérêts du prolétariat.
Le journal prit nom de La Vanguardia (littér. L’Avant-garde) sur proposition de Justo qui, selon plusieurs témoignages, voulut ainsi rendre hommage au fortin situé à Tapalqué, qu’il aimait à visiter à cheval en compagnie de son père. L’atelier de rédaction, aménagé huit mois plus tard au domicile de Kühn, fut financé par les apports des participants eux-mêmes ; ainsi, Kühn fit-il don de 300 pesos et Justo vendit-il l’automobile qui lui servait à effectuer ses visites médicales. Dans les premières années de La Vanguardia, la continuité du journal demeura tributaire des contributions économiques de Justo. Le périodique parut pour la première fois l’année suivante, en avril 1894.
Trois mois plus tard, l’atelier et le bureau furent transférés vers des locaux pris en location, où se tenaient des réunions syndicales ainsi que des « veillées politico-littéraires », auxquelles étaient invités différents groupes socialistes, tels que les cercles Vorwärts, Les Égaux et Fascio dei Lavoratori, en plus de quelques artistes et écrivains liés au milieu culturel de l’Ateneo. Les locaux de La Vanguardia jouèrent par la suite un rôle primordial comme espace de sociabilité, lieu de débats et plateforme d’agitation, dont l’absence avait été cause d’embarras chez les militants,.
Conformément à un topique de la tradition socialiste, les premiers rédacteurs socialistes de La Vanguardia pratiquaient un journalisme militant, où ils étaient en même temps rédacteurs et typographes, s’attelaient eux-mêmes à la composition du journal, pliaient les feuilles, y apposaient la bandelette et portaient les sacs à la poste, etc., c’est-à-dire étaient des militants dont le travail désintéressé, aux multiples fonctions, sans distinction entre ceux qui concevaient le contenu du journal et ceux qui accomplissaient les tâches matérielles (composition, distribution), restait fort éloigné d’une activité professionnelle spécialisée, et qui n’en attendaient tout au plus qu’une rétribution « symbolique »,,.
Le trait le plus saillant de l’équipe de rédacteurs de La Vanguardia dans les premières années était, outre la totale absence de femmes, l’équilibre entre ceux recrutés dans les milieux professionnels qualifiés (en général universitaires) et ceux d’extraction plus modeste et vivant (ou ayant vécu jusqu’à il n’y a guère) d’un emploi manuel, à l’image de la composition assez hétérogène du point de vue socio-professionnel qui caractérisait les rangs du futur Parti socialiste (PS) lui-même. Parmi les rédacteurs en chef, ainsi que dans le reste de l’équipe de rédaction, figuraient en grand nombre des universitaires, des enseignants du secondaire, des écrivains et des journalistes de métier, à côté de peintres, de typographes de formation, de tourneurs, de charpentiers et de cordonniers. De même que les socialistes argentins aimaient à flétrir les journalistes qui travaillaient pour le compte de la presse « bourgeoise », les rédacteurs de La Vanguardia opéraient une stricte séparation entre ceux qui se mettaient au service d’un organe de presse pour faire écho aux idées socialistes et ceux qui « vendaient » leur travail à un journal commercial en échange d’une rétribution financière. Dans la culture socialiste, l’idée, souvent exaltée, de « prolétarisation » de l’intellectuel faisait pendant au processus d’« intellectualisation » du travailleur, où la condition ouvrière était donc en adéquation avec la théorie prolétaire.

### Objectifs
Au milieu de la décennie 1890, les journaux jouaient un rôle stratégique dans la vie politique nationale argentine. Grâce au lien étroit entre action journalistique et pratique politique, les classes dirigeantes étaient en mesure de diffuser leurs idées et d’aménager leurs propres espaces de sociabilité. En face également, pour les militants socialistes argentins de la fin du XIXe siècle, la publication et la rédaction de journaux constituaient très tôt, concomitamment à l’édition de livres et de brochures, une dimension centrale du travail de propagande par l’imprimé, et contribuaient à façonner une « sous-culture » imprégnée des principes du « socialisme scientifique ». À Buenos Aires, les initiatives des éditeurs, libraires et bibliothécaires ont joué un rôle clef dans l’implantation précoce du marxisme en Argentine,, par la diffusion de textes expliquant et développant les perspectives politiques socialistes. La propagande était vue comme un soubassement indispensable de l’organisation, en ceci que l’action commune et solidaire des travailleurs, ainsi que l’abandon du conformisme et de la perspective purement individuelle, était conditionnée par une explication patiente et pédagogique sur l’origine de l’exploitation et sur les voies pour la dépasser.
Le premier numéro de La Vanguardia, qui parut le 7 avril 1894, avait pour sous-titre « Periódico Socialista Científico, Defensor de la Clase Trabajadora » (Journal socialiste scientifique, défenseur de la classe travailleuse). Le premier éditorial, rédigé par Juan B. Justo, s’attachait à analyser dans une optique marxiste la réalité économique et politique de l’Argentine, qu’il caractérisait comme capitaliste, sinon de plein exercice, du moins en voie de réalisation complète. Il annonçait par ailleurs, :

« Nous nous proposons de représenter dans la presse le prolétariat intelligent et sensé.

Nous nous proposons de plaider pour toutes réformes tendant à améliorer la situation de la classe des travailleurs : la journée légale de huit heures, la suppression des impôts indirects, la protection des femmes et des enfants contre l’exploitation capitaliste, et d’autres parties du programme minimal du parti international ouvrier.

Nous nous proposons de stimuler l’action politique de l’élément travailleur argentin et étranger comme seul moyen d’obtenir ces réformes.

Nous nous proposons de combattre tous les privilèges, toutes les lois qui, faites par les riches au profit d’eux-mêmes, ne sont autres que des moyens d’exploiter les travailleurs, qui ne les ont pas faites.

Nous nous proposons de diffuser les doctrines économiques conçues par Adam Smith, Ricardo et Marx, à présenter les choses telles qu’elles sont, et à préparer chez nous la grande transformation sociale qui approche. »

La Vanguardia entendait agir comme un facteur de progrès politique, social et culturel, par la mise en application des principes du socialisme scientifique à la réalité argentine. Dans ses premiers éditoriaux, sous la plume de Justo, premier en date des directeurs du journal et futur dirigeant du socialisme argentin, La Vanguardia affirmait la nécessité de mettre en chantier l’organisation politique du prolétariat alors émergent, afin de le mettre au diapason des progrès réalisés par le pays dans le dernier quart du XIXe siècle. En accord avec la vision évolutionniste du changement social, telle qu’héritée des Lumières, les masses laborieuses parviendraient à la maturité politique par un travail permanent de formation et de conscientisation sur leurs propres intérêts. Le journal était vu par ses fondateurs comme le meilleur outil pour accomplir le double processus d’organisation politique et de conscientisation de la classe ouvrière et joua dès sa fondation un rôle déterminant dans l’institutionnalisation du socialisme argentin, notamment en favorisant le regroupement des cercles et associations socialistes de Buenos Aires dans une même organisation politique. En plus de dissoudre les cloisons séparant les différents groupes militants, le journal tâchait aussi de capter l’attention du public lecteur, familiarisé avec la parole imprimée mais encore ignorant ou indifférent aux idées socialistes. Dans le sillage du congrès fondateur du PS argentin en 1896, La Vanguardia accéda au rang d’organe de presse officiel du nouveau parti.
À la différence des autres périodiques socialistes de Buenos Aires tels que Vorwärts ou L’Avenir Social, les colonnes de La Vanguardia étaient intégralement rédigées en langue espagnole. Les socialistes estimaient que le maintien des identités ethniques immigrées représentait un frein à la « nationalisation » du mouvement socialiste ; les militants à l’origine de La Vanguardia insistaient sur la nécessité d’acquérir la citoyenneté argentine, de façon à être habilité à exercer le droit de vote.

### Ligne idéologique et contenu
Dans les pages de l’hebdomadaire La Vanguardia se côtoyaient des éditoriaux traitant de la situation politique nationale, quantité de notices de propagande (souvent des traductions de périodiques européens), des chroniques sur les activités du mouvement ouvrier et des annonces d’activités. De la sorte, le journal agissait comme un organisateur collectif de toutes les activités des socialistes, allant des analyses théoriques et politiques jusqu’aux tâches d’agitation et d’organisation des luttes.
En sa qualité de journal militant, La Vanguardia se voulait d’emblée investie d’une mission, nécessaire et urgente, dans l’Argentine de la fin de siècle, à savoir : accompagner et renforcer le processus d’émancipation politique et sociale des masses ouvrières au moyen d’un travail pédagogique et propagandiste actif, appuyé sur les principes du « socialisme scientifique ».
Dès son origine, le journal adhérait à la ligne idéologique dite « Mayo-Caseros » (par allusion à la révolution de Mai et à la bataille de Caseros, laquelle marque la chute de Juan Manuel de Rosas et le début de l’institutionnalisation républicaine), exaltant par conséquent la pensée et l’œuvre « civilisatrice » des figures de proue du panthéon libéral que sont principalement Mariano Moreno, Bernardino Rivadavia, Esteban Echeverría, Juan Bautista Alberdi, Justo José de Urquiza, Domingo Faustino Sarmiento et Bartolomé Mitre ; à l’opposé, ils dénigraient les caudillos fédéralistes, tout spécialement Juan Manuel de Rosas, en les qualifiant de « barbares ».
L’optique civilisatrice ressort du premier éditorial, en date du 7 avril 1894, rédigé par Justo en sa qualité de premier directeur, où il était postulé que la réalisation du socialisme nécessitait de surmonter l’ordre politique et social existant, raison pour laquelle l’auteur voyait avec satisfaction le processus, alors en cours, de résorption du « vieil élément criollo » — le terme criollo désignant en Argentine le citoyen de souche, avec ses particularités mentales et culturelles — grâce à l’arrivée des immigrants européens. L’éditorialiste, au diapason du sentiment eurocentrique et évolutionniste qui prévalait alors dans le mouvement socialiste international et qu’il s’était fait sien par le biais de livres et de périodiques qu’il recevait d’Europe et des États-Unis, s’affaira à rédiger, souvent à partir de traductions, une bonne part de la matière doctrinale publiée La Vanguardia dans les premiers mois de son existence. Ce pouvoir qu’avait Justo d’orienter le journal en conformité avec ses thèses idéologiques était fondé en grande mesure sur son rôle prépondérant comme soutien matériel de l’entreprise. D’après le récit de Repetto, une fois décidée la publication du journal lors de la réunion d’août 1893, l’on s’était activé à trouver les fonds nécessaires, mais vu le maigre résultat d’une souscription ouverte auprès des amis et camarades, les finances pour mettre en route La Vanguardia durent être fournies par Justo, qui vendit son automobile et fit don de la recette, et par Augusto Kühn. Une contribution extraordinaire de Justo fin 1895 permit d’éviter que la publication du journal ne vienne à s’interrompre. Plus tard, il mit en gage une sienne médaille d’or qui lui avait été décernée pour mérites professionnels, afin que La Vanguardia puisse continuer à paraître de façon régulière,.
En offrant ses propres deniers, Justo entendait que le nouveau journal apporte son concours à ce que le mouvement socialiste émergent se structure et se centralise en un parti politique dûment institutionnalisé, et que lui-même en prenne la direction idéologique et politique. Après avoir conçu le premier éditorial, qui valait présentation et manifeste, il se chargea aussi de la rédaction sur le long terme, exerçant, depuis la fondation de La Vanguardia jusqu’à sa mort en 1928, un indiscutable magistère politique et intellectuel sur le journal. Cependant, dès les premières années, et surtout après le congrès fondateur du PS en 1896, le journal appliqua une politique de financement qui lui permit de s’affranchir de toute contribution personnelle, de sorte que l’on ne saurait estampiller La Vanguardia comme « le journal de Justo » (à l’instar du journal L’Humanité, « journal de Jaurès »). Significativement, lorsqu’en 1899 Justo proposa de transformer La Vanguardia en journal du matin, et s’offrit à débourser 10 000 pesos de ses propres économies, le Comité exécutif du PS déclina ce don.
La ligne justienne comportait l’idée de « neutralité » ou de non-ingérence (en espagnol prescindencia) du PS vis-à-vis du mouvement syndical, position à l’origine de nombre de querelles et de divisions internes au sein du parti, avec La Vanguardia comme terrain de lutte et comme butin. De surcroît, ce positionnement de Justo eut pour conséquence que syndicats et coopératives ouvrières n’avaient aucune part à la direction politique, administrative et légale de l’organe de presse central du PS. Il s’ensuivit d’autre part que les ressources financières de ces organisations n’étaient pas —  au contraire de la situation dans les pays européens — disponibles pour les caisses du journal, qui allait bientôt, en tant qu’entreprise de journalisme, avoir recours à d’autres stratégies pour financer sa croissance.
Du reste, le « socialisme scientifique » évolutionniste et objectiviste porté par Justo n’était pas, du point de vue doctrinal, le seul registre idéologique et discursif qui se dégageait des pages de l’hebdomadaire La Vanguardia, puisqu’il dut y côtoyer la veine romantique et révolutionnaire déployée par d’autres plumes assidues, telles que celles d’Adrián Patroni, Carlos Mauli, Esteban Jiménez, Domingo Risso et Augusto Kühn. Si donc Justo, comme chef de file de telle tendance déterminée, et désireux de resserrer son emprise sur l’orientation stratégique du PS, eut une influence indirecte certaine, il n’était pas en état de prendre en permanence, ni même la plupart du temps, les décisions au sein de la redaction.

### Ligne éditoriale
La Vanguardia traitait essentiellement de sujets politiques, mais aussi économiques, sociaux et culturels. Le journal intervenait activement dans les débats qui agitaient alors l’Argentine, dont notamment la défense de la laïcité dans l’enseignement scolaire, la Réforme universitaire de 1918, la création de coopératives, la législation du travail et la hausse du niveau de vie des travailleurs,. La tonalité générale du journal était déterminée par les éditoriaux et par les articles de fond, où prédominaient les réflexions doctrinales, que ce soit sur des sujets internationaux ou locaux. Aux moments où l’on discutait dans les cercles socialistes de Buenos Aires à propos de la structuration politique du socialisme et de la nature du PS en gestation, les colonnes du journal servaient de tribune pour le débat sur la stratégie politique à suivre. Des textes entre autres de Marx, Engels, Plekhanov, Lafargue, Vandervelde, De Amicis, Loria et Turati étaient reproduits dans La Vanguardia par une rédaction désireuse de stimuler le débat sur le profil politique et doctrinal du parti en cours de construction,.
Parallèlement, le journal était devenu un outil indispensable pour les militants socialistes (et par la suite pour le PS institutionnalisé) en ce qu’il leur permettait d’exprimer leurs idées et de faire part de leurs actions et propositions en matière de politique nationale et internationale,.
De bonne heure, pour garder l’équilibre entre endoctrinement et divertissement, le journal inséra aussi un feuilleton, qui répondait tour à tour à différents registres, comme le roman historique et utopique, le récit de voyage et l’essai politique.

## La Vanguardiacomme organe officiel du PS (à partir de 1896)

### Contexte: la République conservatrice (1880-1916)
Au tournant du siècle, sous la République conservatrice, régnait, comme les socialistes le reconnaissaient eux-mêmes, une liberté juridique et une liberté de la presse qui leur permettaient de diffuser leurs idées. En 1900, Juan B. Justo déclarait dans un article publié dans le journal radical El Tiempo (1896-1905) :

« Ceci est un pays libre. Les journaux disent ce qu’ils veulent ; les hommes se réunissent et s’associent sans obstacles ; on peut prendre la parole sur les places publiques ; dans les rues, on arbore n’importe quel drapeau et on entonne n’importe quel hymne. »

Dès 1895, La Vanguardia avait souligné qu’en Argentine la presse socialiste et anarchiste ne circulait pas sous le manteau, mais en plein jour, sans entraves majeures. Du reste, les socialistes ne portaient alors que peu d’attention à la question de la liberté de presse. La situation pourtant changea au début du XXe siècle, lorsque l’intensification de la mobilisation sociale et ouvrière porta certains éléments des élites dirigeantes à plaider pour une limitation de la circulation des gazettes socialistes et anarchistes. Lors des débats au parlement autour de la loi dite de Résidence et de la déclaration de l’état de siège consécutive à la grève générale de 1902 se fit jour la tendance à accuser ces périodiques d’introduire des « idées étrangères » et de provoquer le chaos et la désagrégation. Ainsi, au cours de la première décennie du XXe siècle, dans un contexte d’agitation politique et sociale marquée, La Vanguardia dut-elle par cinq fois interrompre son édition,, une première fois fin 1902, par suite de l’état de siège décrété par le gouvernement Julio Argentino Roca après les grandes grèves contre la loi de Résidence, et une deuxième et troisième fois en 1905, sous le gouvernement Manuel Quintana, quand eut lieu la révolution radicale. L’assassinat le 14 novembre 1909 du commissaire en chef de la police Ramón Lorenzo Falcón par l’anarchiste Simón Radowitzky, à la suite de quoi le gouvernement ordonna de réprimer brutalement la manifestation ouvrière du 1 mai de cette année, valut à La Vanguardia une fermeture pour la durée d’un mois. En 1910, à l’occasion du centenaire de la révolution de Mai, de jeunes nationalistes prirent d’assaut et mirent à sac l’imprimerie du journal,.
Néanmoins, abstraction faite de ces cas de censure, la presse d’opposition continuait à jouir amplement de la liberté de diffusion,. Tout au long de la décennie, La Vanguardia put circuler normalement, et les occurrences d’interruption de sa parution et distribution furent souvent le fait de l’action ponctuelle d’agents de police ou des fonctionnaires des postes. À partir du Centenaire (de la révolution de Mai), ces conditions de liberté allaient se consolider encore et La Vanguardia n’eut plus à souffrir de suspension ou de saisie qu’une vingtaine d’années plus tard, quand le gouvernement issu du coup d’État de 1943 et dirigé par Uriburu décréta l’état de siège, ferma le journal et écroua les membres de la Commission de la presse du PS. Pourtant, La Vanguardia n’hésitait pas à critiquer sévèrement le régime conservateur par un discours anti-oligarchique et pro-ouvrier et ne cessa d’appeler à rénover les rapports sociaux.

### Implications du statut d’organe attitré du PS
Au même titre que le Parti socialiste ouvrier international (PSOI) fondé en Argentine en avril 1894, et dès deux ans avant la constitution formelle du PS argentin en 1896, La Vanguardia joua un rôle déterminant dans la création d’un parti structuré et doté d’un programme bien défini, appelé à se consolider plus avant au début du siècle suivant,.
La tenue du Congrès fondateur du PS fin juin 1896 eut des répercussions importantes sur les fonctions du journal et sur ses liens avec le parti. Ainsi, la consolidation institutionnelle et programmatique du PS visée par le congrès impliquait que la direction politique du journal soit transférée au Comité exécutif du parti, étape fondamentale dans la centralisation politique poursuivie par la majorité des socialistes, que La Vanguardia doive être publiée dans les locaux mêmes où siégeait le Comité exécutif, et que par le biais du journal toutes les communications du PS puissent être transmises aux différents groupements socialistes. Le sous-titre de « Periódico Socialista Científico » (Périodique socialiste scientifique) ornant le frontispice fut remplacé par « Órgano Central del Partido Socialista Obrero » (Organe central du Parti socialiste ouvrier). Le journal devait aussi donner au PS une envergure géographique allant au-delà de la seule métropole de Buenos Aires. Le statut d’organe attitré d’un parti politique comportait la charge de coordonner ses réunions, assemblées, congrès et actions de mobilisation, et d’en informer le public. La Vanguardia avait en effet un rôle crucial dans la diffusion des idées du PS et dans le recrutement de celles parmi les couches populaires et moyennes qui n’étaient pas en contact avec les usines. Pendant l’année 1895 et au début de 1896, La Vanguardia était tenue en outre de publier les différents documents servant d’armature à l’institutionnalisation du PS, tels que projets de programme, statuts et déclarations de principe, tâche qui incombait aux premiers locaux de La Vanguardia comme lieu de sociabilité et de construction du parti,.
Dans le premier demi-siècle de son existence, les directeurs du journal étaient quelqu’un des principaux dirigeants du parti, dont en particulier — outre son fondateur Justo —, Adrián Patroni, José Ingenieros, Mario Bravo, Nicolás Repetto, Enrique Dickmann, Enrique del Valle Iberlucea, Américo Ghioldi et Juan A. Solari,. Avoir la main sur le journal apparaissait alors comme fondamental pour l’exercice du pouvoir au sein du parti, comme en témoigne l’autorité politique et intellectuelle qu’avait Justo sur le socialisme argentin jusqu’à sa mort en 1928 et qui reposait dans une large mesure sur sa capacité à définir la ligne éditoriale de La Vanguardia, soit personnellement, en assumant la direction du journal, soit par l’entremise de dirigeants qui lui étaient proches, tels que Nicolás Repetto, Enrique Dickmann ou Esteban Jiménez. Si certes quelques dissonances pouvaient être perçues par rapport à la ligne justienne dominante, les écarts trop sensibles mettaient en mouvement des mécanismes disciplinaires voire d’exclusion, ce qui obligeait les secteurs critiques à faire appel aux services de la « presse bourgeoise » ou à finir par éditer leurs propres périodiques.
Après que les socialistes eurent notablement amélioré leurs performances électorales, et s’étaient par là dotés des ressources nécessaires pour financer une modernisation des ateliers d’impression de La Vanguardia ainsi qu’une expansion du nombre de ses pages et de son équipe de rédacteurs en 1913, il fut proposé par le noyau dirigeant autour de Justo de mettre sur pied une société anonyme, dans le but de transformer La Vanguardia en une entreprise journalistique moderne et compétitive, mais dans le même temps de placer le périodique par-dessus les conflits internes du PS. Parallèlement fut créée au sein du parti une Commission de la presse (Comisión de Prensa), qui aurait à assumer dorénavant les fonctions jusque-là remplies séparément par le directeur et le gestionnaire du journal, et dont les membres (au nombre de sept) seraient les mêmes que ceux du directoire de la société anonyme,. Un groupe de délégués qui craignait que cela finisse par altérer le caractère ouvrier du journal, d’ores et déjà compromis par la faible quantité et qualité des informations liées à la sphère syndicale qu’on trouvait alors dans ses colonnes, tenta de s’opposer à ce projet et formula comme contre-proposition de constituer une coopérative.
Vers la fin du XIXe siècle, assurés désormais de leur viabilité économique, les socialistes eurent à leur propre disposition, pour la première fois et pour une période de six ans, un immeuble sis au no 2070 de la calle México, qu’ils avaient fait édifier eux-mêmes et qui hébergeait la rédaction et l’administration de La Vanguardia, ainsi que le Centre socialiste ouvrier, le comité exécutif du PS, le Centre d’études socialiste, les bureaux de l’Association ouvrière de secours mutuel, la Coopérative ouvrière de consommation, et le siège de nombre de dénommées sociétés de résistance (syndicats), en plus d’une librairie, d’un café, d’une bibliothèque, d’une salle de conférences et de réunion, et d’un cabinet de consultation médicale avec prise en charge gratuite,. Les socialistes argentins se plaisaient à désigner leur siège par le nom de Petite Maison du peuple, en référence à la Maison du Peuple construite par le Parti ouvrier belge à Bruxelles.

### Processus de modernisation

#### Aperçu
À partir de 1897, et surtout au début du XXe siècle, c’est-à-dire dans le contexte de l’intégration progressive du PS dans le système politique argentin, La Vanguardia parcourut un important processus de modernisation et de professionnalisation. Les victoires électorales socialistes de 1904 et de 1912, en plus de permettre le financement de ces changements, mettaient le journal au défi de capter et de fidéliser le nouvel électorat du PS. Le journal subit alors un ensemble de changements, se traduisant par un agrandissement de son format, par une nouvelle hiérarchie des rubriques, par une réduction de la taille des articles et par l’accueil de contenus nouveaux, et s’expliquant par la volonté de faire pièce à la position hégémonique qu’avaient acquise les « grands journaux » de Buenos Aires dans le réservoir de lecteurs en cours de constitution. Furent introduits dans le journal des dispositifs de propagande « mineure » s’adressant au public des « indifférents » et ayant recours aux topiques populaires de la littérature et de la poésie criolliste, qui foisonnaient dans les feuilletons des journaux et dans les opuscules de fin de siècle. Sur le plan du contenu, on remarque à partir de 1905 l’inclusion de dépêches internationales et de faits divers criminels, ainsi que l’expansion des sections consacrées au divertissement (football, théâtre, cinéma) et l’apparition à partir de 1913 de contenus spécifiquement destinés à l’enfance et à un public féminin, tous domaines « populaires », éloignés de la politique et du monde du travail. Un jalon important de cette transformation se situe en 1905, année où La Vanguardia se fit quotidien.
D’autres nouveautés consistaient en l’insertion de petites dépêches d’actualité et de « gravures d’actualité », sortes de constructions conceptuelles, dont les thèmes récurrents étaient la situation des chômeurs et de leurs familles, la prolétarisation des producteurs agricoles et la corruption des classes dirigeantes. Si quelques-unes de ces gravures cherchaient à façonner une culture ouvrière d’allure contestataire avec l’accent mis sur l’organisation collective et la solidarité de classe, d’autres donnaient corps au mythe de l’ascenseur social en faisant ressortir la valeur de l’instruction, de la discipline et de l’effort individuel. Cependant, ces gravures cessèrent d’être publiées à la fin de 1897.
Une nouveauté administrative était l’instauration de la fonction de directeur, exercée quasi toujours par un dirigeant de premier plan du PS, souvent récruté dans le milieu universitaire, qui alternait la direction de La Vanguardia avec l’appartenance au Comité exécutif du PS et à son groupe parlementaire. Pour ces personnalités, dont faisaient partie Juan B. Justo, Enrique Dickmann, Nicolás Repetto, Enrique del Valle Iberlucea, Américo Ghioldi et Antonio De Tomaso, l’activité première était politique et le travail journalistique n’était qu’instrumental.
Les autres innovations organisationnelles concernent l’extension du corps des rédacteurs rémunérés et la délimitation plus stricte de leurs attributions. En particulier, à la suite du passage en 1905 d’une parution hebdomadaire à une parution quotidienne, les rédacteurs commencèrent à percevoir un salaire, pendant qu’apparaissaient de nouvelles rubriques propres à rapprocher l’offre de La Vanguardia de la grille d’information des « grands journaux ». Un autre jalon fut la modernisation des ateliers d’impression accomplie en juin 1913, saut technologique qui permit un tirage plus élevé et un doublement du nombre de pages. Cependant, les appointements restaient très inférieurs à ceux communément en vigueur dans la « grande presse ».

#### Ligne idéologique
Après le congrès fondateur du PS de juin 1896, le débat d’idées restait certes important pour La Vanguardia, mais était désormais axé avant tout sur la fixation d’une démarcation théorique et doctrinale d’avec le reste de l’éventail politique argentin, travail de bornage dont l’expression visible était la recrudescence des polémiques avec des journaux et militants anarchistes et catholiques.
En tant qu’organe officiel du PS, La Vanguardia était le miroir des tensions doctrinales au sein du PS. Après le congrès fondateur de 1896, les pages du journal donnaient place désormais à des registres idéologiques et discursifs en porte-à-faux avec le « socialisme scientifique », évolutionniste et objectiviste, prôné par Justo. En effet, le nouveau rédacteur en chef issu de ce congrès était Adrián Patroni, l’un des délégués ayant soutenu des propositions contraires à celles défendues par Justo, ; sur quelques sujets clef en particulier (comme sa posture favorable aux alliances politiques avec d’autres mouvements et son opposition au recours à la violence), les positionnements de Justo avaient été mis en échec,. Un autre signe de ce changement était la présence croissante de motifs criollistes qui, sous la plume notamment du même Patroni et de Domingo Risso, mettaient en question certains aprioris civilisationnels justiens relatifs à l’« élément criollo ». Après 1897, les principaux tenants des positions majoritaires lors du congrès fondateur, à savoir Leopoldo Lugones et José Ingenieros, allaient exposer leurs thèses dans leur propre organe de presse, La Montaña, tandis que Justo réussit à récupérer une place dans la rédaction de La Vanguardia grâce au vote général des affiliés. Un an plus tard, lors du deuxième congrès du PS, le rapport de forces fut favorable à Justo, qui parvint alors à modifier la déclaration de principe du PS dans le sens réformiste et parlementariste de la Deuxième Internationale.
Quant à la presse concurrente, La Vanguardia avait coutume de se référer à elle comme « la presse bourgeoise », c’est-à-dire servant les intérêts des classes politiquement, économiquement et socialement dominantes. Se trouvait plus particulièrement dans le viseur le journal La Nación, à cause duquel, selon La Vanguardia, « au lieu d’avoir une presse pure, qui soit le porte-voix des aspirations populaires, nous nous trouvons devant le mercantilisme journalistique le plus corrompu ». Pourtant, en matière économique, si La Nación était surveillée de près sur ce plan par La Vanguardia et figurait comme principale cible de ses attaques, les positions libre-échangistes de l’un et l’autre journal différaient à peine, au contraire des idées défendues dans El País, journal fondé par Carlos Pellegrini en 1900, qui menait une campagne active pour le protectionnisme et l’industrie nationale.
Le partage de la même sensibilité idéologique entre socialisme parlementariste de La Vanguardia et réformisme libéral de La Nación avait pour effet que des auteurs qui militaient dans les rangs socialistes, tant à l’étranger qu’en Argentine, voyaient dans le quotidien La Nación, qui tirait à 58 000 exemplaires en 1898, un moyen légitime de faire connaître leurs travaux. Parmi les personnalités du socialisme local, qui furent nombreuses à collaborer à La Nación, figurent notamment la journaliste et féministe franco-argentine Gabriela Laperrière, qui publia dans La Nación plusieurs critiques au projet de législation sociale du ministre Joaquín Víctor González, et Adrián Patroni, qui apporta diverses contributions (rémunérées) au même journal. En 1896, Justo lui-même envoya spontanément un article à La Nación, certes sous pseudonyme, où il affirmait la nécessité de naturalisation des étrangers résidant en Argentine et qui parut dans l’espace normalement réservé aux éditos ; de surcroît, le journal invita l’auteur à se rendre à la rédaction, où, en compagnie de Roberto Payró, il fut présenté au directeur Emilio Mitre. Par la suite, Justo se mit à travailler comme rédacteur régulier de La Nación, prenant à sa charge la rubrique du mouvement ouvrier, où il informait sur les différentes réunions et initiatives des groupes socialistes de Buenos Aires, et écrivant nombre d’articles (souvent dans l’espace de l’éditorial) sur la situation des immigrants, le rôle du capital anglais en Argentine, la politique économique, l’organisation politique des travailleurs et la doctrine socialiste,,,. Cette collaboration s’explique par une affinité d’idées entre Justo et La Nación, qui se rejoignaient quant à leur opposition au protectionnisme économique, à leur réformisme social et à leur opposition à la « politique criolla », mais sans pour autant que Justo ait jamais désavoué ses idéaux socialistes ; en outre, l’arrivée de Justo à La Nación coïncidait avec le rejet de quelques-unes de ces positions lors du congrès fondateur de juin 1896. Au surplus, La Nación était un journal réputé pour sa valeur littéraire, qui parvenait ainsi à toucher les milieux intellectuels et artistiques, et offrait un moyen à Justo pour les entraîner à apporter leur concours à la propagande socialiste. Cependant, devant l’attitude de plus en plus intransigeante de La Vanguardia vis-à-vis du mouvement de grève des cheminots, Justo remit sa démission fin août 1896, au bout de trois mois de collaboration.
Dans les années qui suivirent, et sans cesser de mettre en évidence les contradictions du capitalisme et la nécessité d’y remédier par l’organisation collective et par la solidarité de classe, La Vanguardia soutenait, en particulier par son iconographie, le processus d’intégration sociale et culturelle des travailleurs dans une Argentine se transformant à un rythme accéléré. Le travail y était représenté comme une valeur positive, la contribution des travailleurs au progrès économique et social était célébrée, la figure du criollo était admise comme symbole culturel unificateur, et l’image de la famille nucléaire comme voie d’épanouissement personnel et social et d’accession au bonheur s’étalait désormais dans ses colonnes — autant d’ingrédients dont le péronisme allait faire usage à son tour un demi-siècle plus tard.
À l’occasion des conflits ouvriers survenus pendant les festivités du Centenaire (de la révolution de Mai 1810), la convergence de La Vanguardia avec le « nouveau journalisme » (La Razón, La Prensa, etc.) alla s’évanouissant. L’attitude de la presse populaire face à la question sociale était diverse et difficilement catégorisable. Les rédactions socialistes observaient que dans La Razón ou dans La Argentina on trouvait des arguments en faveur du bien-fondé des revendications de la classe travailleuse ainsi que des critiques contre les interventions policières, mais dans le même temps des appels faits aux autorités pour que ceux-ci répriment avec énergie l’action des « agitateurs » venus de l’étranger. Dans cette conjoncture de crise, La Vanguardia s’appliqua à dissiper les ambiguïtés résultant de son appartenance à une sphère sociale ample et se fit un devoir de mieux cerner son engagement sur le plan politique et de la lutte des classes.
Dans le domaine iconographique, la doctrine de l’« art social », empruntée à la Deuxième Internationale et qui prévalait dans le mouvement socialiste au tournant du siècle, comportait une accusation contre le snobisme et l’imposture du modernisme et entendait réconcilier les masses avec l’art par une meilleure lisibilité et accessibilité, par l’efficacité de l’art à représenter la réalité de manière correcte et complète, et par sa capacité à indiquer une direction et une signification ultime,. Toutefois, les préceptes socialistes pour une mission éthique et sociale de l’art furent incapables de s’incarner dans une esthétique autonome. En effet, la propagande visuelle socialiste de fin-de-siècle est marquée par des emprunts et des contaminations venant d’une culture visuelle plus large, où se déployaient des styles, des traditions et des langages divergents. L’iconographie de La Vanguardia reflétait la tension dans le journal entre son effort pour capter l’intérêt du « peuple travailleur », en cédant à ses goûts et préférences, et son ambition de modeler les idées et comportements du peuple au moyen de représentations à visée prescriptive.
Dans l’année 1897, marquée par une récession économique, les images de La Vanguardia, mettant en œuvre un naturalisme cru, décrivaient les conditions de vie misérables des familles de travailleurs. À titre d’exemple, La Vanguardia emprunta pour son édition du 4 septembre une gravure de Steinlen, auparavant parue dans Le Chambard socialiste, où se voyait un groupe d’enfants fouillant un baquet de déchets d’une ville « riche et civilisée » en quête de nourriture. Ainsi prenait place au centre des représentations visuelles de la vie ouvrière l’état d’abandon des familles et des enfants de prolétaires, en contraste avec l’opulence outrancière d’un petit nombre.

#### Financement et tirage
La transformation de La Vanguardia en « Organe central du Parti socialiste ouvrier » (ainsi que le signalait le frontispice du journal à partir de la mi-1896, en lieu et place de « Journal socialiste scientifique) s’accompagna d’une autonomie accrue vis-à-vis de la figure de Juan B. Justo. Le congrès fondateur du PS désigna un nouvel administrateur du journal, José A. Lebrón, qui eut à cœur d’imprimer à l’entreprise une forte allure commerciale,, afin de s’affranchir de ce qui caractérisait alors la quasi-totalité de la presse de parti, à savoir d’être tributaire pour sa survie de la fortune économique et politique des personnalités dont tel journal soutenait la candidature ou l’action politique, et d’avoir ensuite à se soumettre à leur « tutelle morale ». La solution tentée par Lebrón fut une reconfiguration de La Vanguardia, par l’adoption de modes de gestion spécifiquement commerciaux, comportant des annonces publicitaires et la vente en rue. En vue de cette dernière, il s’assura la collaboration de dessinateurs (dont en particulier le célèbre José María Cao) chargés de rendre attrayante la première page. Depuis lors, l’entreprise ne cessa de gagner en viabilité et en autonomie,.
Aussi, même si le gros des ventes s’effectuait par abonnement, y compris à Buenos Aires (à hauteur de 80 %, capitale nationale et province confondues), ses administrateurs s’efforçaient-ils, à chaque étape de la modernisation du journal, d’une part d’en stimuler la distribution dans la rue, et d’autre part, dès la fin du XIXe siècle, de mettre en œuvre des stratégies commerciales, en particulier (et outre la vente en rue) la publicité, afin de créer une entreprise autosuffisante capable de dépasser les étroites limites d’un public militant. Pourtant, c’était avant tout la progression électorale du PS (plus particulièrement en 1904 et en 1912-1914) qui garantit à La Vanguardia les recettes nécessaires à moderniser ses services. Notamment, le journal pouvant compter début 1904 sur la moitié des appointements du député Alfredo Palacios, la modernisation était à portée de main.
Au tournant du siècle, La Vanguardia affichait une circulation située entre 2000 et 3000 exemplaires hebdomadaires, chiffre très en-dessous des 100 000 que « la grande presse » atteignait sans peine quotidiennement. Après sa transformation en quotidien en 1905 et après l’année 1914, son tirage s’accrut de 5 000 à 20 000, alors que les principaux journaux argentins tiraient jusqu’à 160 000 exemplaires. Entre 1920 et 1930, ce chiffre passa de 30 000 à un peu plus de 50 000, quand dans le même temps La Prensa et Crítica vendaient entre 270 000 et 300 000 exemplaires. Comme pour la « grande presse », plus de la moitié du tirage de La Vanguardia s’écoulait à Buenos Aires.

#### Transformation en quotidien (1905)
D’abord hebdomadaire, La Vanguardia parut à partir de septembre 1905 à un rythme quotidien et sur un total de quatre pages,, tandis que Juan B. Justo en reprenait à nouveau la direction, qu’il avait quittée quelques années auparavant au motif qu’il avait élu domicile dans la ville de Junín. Ce retour de Justo coïncide avec une période de croissance générale des organisations ouvrières. Au début du XXe siècle, le PS argentin avait déjà obtenu une représentation parlementaire en la personne d’Alfredo Palacios, premier député socialiste du continent américain. En outre, les socialistes avaient la haute main sur l’Union générale des travailleurs (Unión General de los Trabajadores, sigle UGT), centrale syndicale fondée par eux en 1903.
Tout en se maintenant comme porte-voix officiel et en restant propriété du PS, La Vanguardia renforça ses services d’information, en ayant recours aux dépêches de l’agence Havas et en enrichissant ses colonnes de rubriques d’informations parlementaires, policières, municipales, judiciaires, boursières, maritimes, sportives et théâtrales. Parallèlement, l’équipe avait augmenté ses effectifs pour permettre une meilleure division du travail.

### Nouvelle ligne éditoriale

#### Captation d’un public populaire
Patroni, placé à la tête de la rédaction en 1896, s’employa à imposer à La Vanguardia une orientation pédagogique et populaire. Dans un texte publié dans le journal en février 1896, Patroni affirma la nécessité de diffuser dans le milieu ouvrier les concepts les plus élémentaires et souligna l’impératif, pour les socialistes qui voudraient « faire quelque chose de pratique », de se vouer à « lutter sans relâche afin d’enseigner le peu que nous savons, et à faire de la propagande avec une certaine tactique », ce qui sous-entendait une critique de la façon dont les socialistes menaient leur propagande ; c’était perdre son temps, dit-il, que de « parler d’histoire ancienne, des lois des l’évolution dans une réunion d’ouvriers dont 98 % n’ont même aucune idée concrète de ce qu’est le socialisme ». Ce souci de concevoir une propagande simple à destination des ouvriers se heurtait à l’intérieur de la direction du PS aux groupes plus intellectuels enclins à faire des interventions passablement difficiles à comprendre pour les travailleurs, et jusqu’en 1902, Patroni mettra le doigt sur la difficulté de propager des « doctrines par trop scientifiques pour être comprises par une classe laborieuse pour sa plus grande part assez arriérée » ,,.
À cet effet, Patroni mobilisa différentes ressources de la propagande telles que chansons, poèmes, fictions dialoguées et illustrations, et préconisait l’emploi d’un langage « des plus vulgaires » (vulgarísimo) pour capter les « indifférents ». En particulier, les « dialogues » de fiction, qui reprenaient le dispositif pédagogique catéchistique sur le mode question-réponse, étaient l’un de ses outils de prédilection et avaient pour but d’exposer de manière simple et accessible quelques fondements historiques et théoriques ainsi que la pertinence des idées socialistes ; écrits dans une langue proche du code oral, mettant en scène des faits tirés de la vie sociale des travailleurs et interprétés dans une perspective socialiste, ils allaient se révéler un outil efficace pour populariser la propagande socialiste et pour initier de manière simple les fractions les plus arriérées de la classe ouvrière aux principaux concepts politiques. Patroni avait commencé à en publier dans La Vanguardia dès la mi-1896 (autrement dit aussitôt après le congrès fondateur), et près d’une vingtaine devaient encore paraître dans les trois années suivantes,,.
L’ambition de Patroni de réaliser une « propagande populaire » et ses doutes sur la capacité de La Vanguardia à s’y employer adéquatement le portèrent à lancer un nouvel organe de presse, ABC del Socialismo, spécifiquement voué à cet objectif et dont la parution débuta en septembre 1899. Outre son langage clair et pédagogique, la caractéristique du journal était son faible prix, un dixième de celui La Vanguardia,. Nonobstant qu’il ait été l’un des socialistes ayant le plus vilipendé la « presse marchande » et ses « auteurs à la solde », Patroni allait dérouler à partir de la moitié des années 1990 une carrière stable dans la « presse bourgeoise », entre autres pour le compte du journal radical El Tiempo entre 1896 et 1902.
On continuait néanmoins à trouver dans La Vanguardia articles de fond et éditos, où était dénoncé notamment le rôle de la presse autoproclamée « indépendante » dans le contexte politique agité déterminé par la désignation prochaine d’un nouveau président et par les mobilisations de chômeurs en 1897, exacerbé encore l’année suivante par l’émergence d’une opposition politique à un second mandat de Roca et par la question ouvrière,,.
À partir de 1905, dans une période marquée par les conflits sociaux, des rubriques étaient consacrées aux différents mouvements de grève, parfois en une, d’autres fois en deuxième page. Ces rubriques faisaient un compte rendu des conflits en cours en portant une attention particulière aux actions et décisions des comités de grève et des responsables syndicaux. En dépit de la position de plus en plus négative des socialistes envers les arrêts de travail comme moyen de lutte, La Vanguardia se montrait expressément favorable à cette épreuve de force. P. ex., lors de la Semaine rouge de mai 1909, où la manifestation ouvrière du 1er mai déclencha une forte répression policière, avec de nombreux morts et blessés, et où les principales organisations syndicales argentines décrétèrent la grève générale pour exiger la démission du chef de la police, Ramón Falcón, La Vanguardia offrit une couverture complète des événements, avec description détaillée de ce qui se passait à différents endroits dans Buenos Aires. La qualification de la police comme « barbare » et fauteur de désordre public par l’incessant état d’ébriété de ses agents figurait comme élément récurrent dans les chroniques quotidiennes du journal. Face à la campagne nationaliste dirigée contre les « agitateurs étrangers », les socialistes accusaient le gouvernement de mettre à contribution d’« inconscients parias », provenant des « zones du pays où le prolétariat est le plus abjecte et le plus servile », afin d’accomplir leur « néfaste œuvre d’extermination ». Cette critique de l’attitude raciste et barbare de la police était partagée par les anarchistes. Les chroniques sociales et les faits divers criminels des journaux à grand tirage étaient pris à témoin pour dénoncer le dysfonctionnement de la société et la dégénérescence morale de la classe bourgeoise.

#### Glissement vers la classe moyenne comme public destinataire
Dans les colonnes de La Vanguardia faisait son apparition la figure de l’« ouvrier conscient », archétype de la « classe laborieuse instruite, propre de corps et d’esprit, ayant une alimentation abondante et saine, un logement confortable et des vêtements hygiéniques, recherchant les distractions de l’art plutôt que celles malsaines de l’alcool et du jeu, et comprenant et éprouvant les problèmes de son siècle ». En 1914, les militants socialistes assuraient que cet idéal, composante alors déjà traditionnelle du discours socialiste, était en passe de se réaliser. Il s’agissait en fait d’une « aristocratie ouvrière », minoritaire, composée de travailleurs bien rémunérés, comme les cheminots et les fonctionnaires municipaux, dans les rangs de laquelle le PS recrutait le gros de ses affiliés et sympathisants,.
La position du PS dans la société argentine des premières décennies du XXe siècle est à mettre en relation avec le problème de la consommation populaire dans une période marquée par la croissance économique, le développement urbain, la mobilité sociale et des avancées significatives dans le sens d’une meilleure répartition des richesses. La Vanguardia, soucieuse de se positionner comme le véritable défenseur des intérêts populaires, en concurrence avec La Razón et Crítica, choisit de se profiler comme protecteur des travailleurs en leur qualité de consommateurs. La consommation était vue par le PS comme un aspect important de la lutte pour les droits sociaux et politiques. Le discours socialiste argentin privilégiait désormais l’adhésion des travailleurs à la culture moderne de la consommation comme voie d’accès à la citoyenneté et insistait lourdement sur la nécessité d’étendre et de transformer le rapport des classes populaires avec le marché des biens de consommation. Dès sa fondation, le PS argentin avait fait figurer dans les points fondamentaux de son programme la consolidation de la monnaie nationale et l’expansion du pouvoir d'achat des classes populaires, en blâmant le régime fiscal qui nuisait à la consommation et bénéficiait à une industrie locale qualifiée d’inefficace et de socialement régressive. À plusieurs occasions, La Vanguardia mena des campagnes journalistiques de défense du consommateur, soit contre la politique monétaire et fiscale, soit contre les abus des entreprises étrangères auxquelles avaient été confiés les services publics en Argentine.
Cette conception de la mobilité sociale centrée sur la consommation avait son pendant dans la place considérable qu’allait bientôt occuper dans le journal la publicité commerciale. La consommation devait contribuer au façonnement d’une nouvelle identité sociale et politique, incarnée par la figure de l’« ouvrier conscient », figure qui, par la présence de publicité dans son principal périodique, se trouvait désormais associée aux attitudes, schémas de conduite et styles de vie des classes moyennes agissantes. Ce discours mettait l’accent sur le bon maintien et la « culture » du travailleur, aussi bien manuel qu’intellectuel, comme voie privilégiée vers le progrès matériel individuel, en même temps qu’était promu un idéal de respectabilité axé sur la famille comme espace central d’épanouissement social,.

#### Thématique
À partir des années 1910, et davantage encore dans la décennie suivante, l’objectif de La Vanguardia d’acquérir un public plus large reposait dans une large mesure sur le compte rendu des nouvelles offres en matière de loisirs et de divertissement urbains. Le théâtre pédagogique avait cédé la place à des commentaires longs et nombreux sur les films hollywoodiens et leurs vedettes. Pour La Vanguardia, forger une culture ouvrière ou socialiste « alternative » avait cessé d’être un objectif prioritaire, à la différence de ce que faisait la sociale-démocratie en Allemagne et en Autriche p. ex., et au rebours aussi de ce vers quoi tendait le Parti communiste argentin,.
La diversification du public se repercutait sur le plan thématique. Le public féminin notamment trouvait dans La Vanguardia, sous un angle médico-social, des conseils sur l’éducation des enfants, des notions de puériculture, des rubriques sur l’alimentation, l’habillement et les soins hygiéniques, d’autres sur le divertissement des enfants ou prodiguant des conseils pratiques sur la vie domestique, des textes littéraires ou scientifiques, ou encore des articles sur des sujets agricoles,. En 1908, année de la retentissante inauguration du Théâtre Colón à Buenos Aires, La Vanguardia commença à publier une chronique consacrée aux théâtres.
De cette même stratégie d’élargissement du lectorat relèvent également l’inclusion de dépêches d’information et, au tournant du siècle, à l’instigation surtout de Patroni, de diverses formes de « propagande populaire » (dite aussi « propagande menue », propaganda menuda) s’adressant à un public appartenant aux couches inférieures de la société et ayant une faible aptitude à la lecture.

#### Illustrations et faits divers criminels
Dans les deux premières années de son existence, comme La Vanguardia privilégiait les discussions doctrinales telles qu’elles avaient lieu dans le mouvement socialiste de Buenos Aires, la propagande de type visuel n’était guère encore présente dans ses colonnes. Au lendemain de la fondation du PS en 1896, les éditeurs du journal, en plus de remplacer une partie des contenus théoriques par de l’information et du divertissement, inclurent également des « gravures d’actualité » (grabados de actualidad) hebdomadaires, dans une tentative de capter un public en contact quotidien avec la presse périodique mais resté indifférent aux idées socialistes. Grâce aux illustrations, José A. Lebrón escomptait donner de l’« aménité au journal, et le rendre intéressant et accessible à toutes les intelligences » et doper ainsi la vente d’exemplaires individuels dans la rue, en kiosque ou en librairie. Pour s’assurer la collaboration régulière d’un artiste apte à attirer de nouveaux lecteurs, il fallait trouver des modes de financement autres que le payement d’avance par un petit groupe de militants. Il n’est pas fortuit que l’introduction d’annonces publicitaires dans La Vanguardia ait coïncidé avec la parution régulière de gravures du célèbre dessinateur José María Cao. La collaboration de ce dernier, hors toute adhésion politique et idéologique, était due à la seule stratégie éditoriale de Lebrón (qui payait en partie de sa poche) et ne dura que les deux mois que Lebrón exerça comme administrateur du journal, c’est-à-dire jusqu’à fin 1897,. De façon générale, les artistes chargés de réaliser la plupart des illustrations ne faisaient pas partie du groupe militant actif du PS, n’entretenaient avec celui-ci que des liens plus ou moins sporadiques, et exerçaient leur office également dans d’autres sphères d’activité (au service des anarchistes, des pouvoirs publics, de la « grande presse », de la littérature populaire ou d’agences de publicité).
Le propos des « gravures d’actualité » de 1897 était de mettre en lumière, dans un schéma polarisant et avec une nette visée morale, les effets de la rapide transformation socio-économique alors en cours dans la société argentine. Plutôt que de représenter des personnages ou des événements déterminés, les gravures montraient des scènes et des figures issues de constructions conceptuelles, en particulier des types sociaux, illustratives de la structure sociale ; p. ex., pour rendre le message plus efficace et instructif, la dénonciation de la vie actuelle du prolétaire se faisait par l’emploi d’une esthétique misérabiliste accentuée par un jeu de contrastes, notamment avec le passé, avec entrée en scène du criollo (Argentin de souche) comme parangon du travailleur affranchi de jadis, mais à présent victime de l’exploitation et de la misère par l’extension de la grande propriété terrienne, la spéculation et la vénalité. L’évocation de la figure du criollo dans le discours socialiste était cause de malaise, en ce qu’il mettait en question le dessein « civilisateur » de Justo, lors même que les militants ayant recours au criollisme (exaltation du particularisme argentin traditionnel) n’avaient garde de nier le bien-fondé de la modernisation économique et ne concevaient le discours criolliste que comme outil pour attirer un vaste public populaire, tant immigré que de souche.
En contrepoint, le journal incorporait également des représentations idéalisées de la situation des travailleurs à la veille des grandes transformations en cours, ainsi que des projections d’un avenir utopique,, mettant cette fois en scène le travailleur répondant au type de comportement censé prédominer à la veille de l’avènement de la société socialiste. Une telle préfiguration de l’« ouvrier conscient », valant autant pour le travailleur urbain que rural, n’était pas usuel dans le mouvement socialiste international et constituait un trait distinctif du graphisme socialiste argentin. Le message qui devait s’en dégager portait qu’en dépit des énormes difficultés dont s’accompagnait le développement du capitalisme, une voie de progrès et d’intégration sociale était ouverte à ceux qui auraient suivi les préceptes de formation et d’organisation collective formulés par les socialistes.
Pour ce qui est des chroniques criminelles, et face à la large circulation de ce type de nouvelles auprès du public populaire (déjà présente dans la décennie 1890, mais amplifiée ensuite par les innovations techniques) et aux stratégies mises en œuvre par les journaux du soir pour en fabriquer un spectacle de masse, La Vanguardia se crut obligée de leur disputer ce terrain. Toutefois, les rédacteurs de La Vanguardia s’évertuaient à moraliser les faits divers criminels et à les mettre au service du projet de mettre en évidence (en vue d’y remédier) les maux qui affligeaient la société argentine.

#### Rôle de la publicité
Dans La Vanguardia, le volume des annonces vantant des biens ou des services s’accrut au fur et à mesure que se modernisait son style journalistique. La location d’espace publicitaire à des entreprises commerciales était un moyen pour le journal de faire face aux coûts qu’impliquaient certaines prestations, communes dans la presse à grand tirage, comme les dépêches internationales, les faits divers policiers et la chronique théâtrale et sportive spécialisée. À l’opposé des journaux L'Humanité (du PSF), Avanti! (du PSI) et El Socialista (du PSOE), où dans les premières décennies du XXe siècle les produits médicaux, alimentaires et vestimentaires prédominaient largement dans la publicité, c’étaient l’électroménager, les automobiles et les terrains à bâtir qui occupaient dès le Centenaire (de 1910) une place très nettement prépondérante dans La Vanguardia.
Entre 1905 et 1911, la part de la publicité dans les recettes financières passa de 5 % à 30 %. Dans les années 1920, la quasi-totalité des grandes maisons commerciales et industrielles plaçaient des annonces dans les colonnes de La Vanguardia, qui avec un tirage aux alentours des 50 000 exemplaires quotidiens et un auditoire composé de salariés en bonne position pour profiter de la prospérité relative de l’immédiat après-guerre, représentait une plateforme appréciable pour la promotion des produits. Au début de la décennie 1910, le journal La Acción Obrera (« hebdomadaire du syndicaliste révolutionnaire ») attaquait La Vanguardia en raison des publicités commerciales « qui parfois envahissent les quatre pages » et font d’elle « une entreprise journalistique comme n’importe quelle autre ». En outre, La Acción Obrera accusait La Vanguardia de passer sous silence les grèves et boycotts menés contre les firmes dont elle publiait les annonces. Comme les gazettes syndicalistes et anarchistes ne manquaient de le souligner sur un ton de condamnation, La Vanguardia était le périodique qui était le plus fortement tributaire de la publicité pour son financement. Cette ouverture à la publicité cadrait avec la stratégie réformiste du socialisme argentin, qui visait une transformation graduelle et légale de la société, et renvoie aussi à sa conception selon laquelle l’expansion de la sphère de consommation était pour les classes salariées une voie d’accès à la pleine citoyenneté. En effet, la publicité de La Vanguardia était sous-tendue par une association entre schémas de comportement de la société de consommation d’une part, et mobilité sociale d’autre part.
José Lebrón, qui se heurtait à plusieurs affiliés du PS pour lesquels la publicité n’était que « pure duperie et pacotille », la défendait en faisant une analogie entre la stratégie économique du journal et la stratégie politique du socialisme et sa conception de l’État, précisant que dans chacun de ces deux domaines la position étroitement doctrinaire était mise de côté au profit d’une attitude plus pragmatique et plus réaliste. Si les périodiques socialistes d’Europe ne rejetaient pas ces contenus, pourquoi, s’interrogeait Dickmann, La Vanguardia devrait-elle s’en tenir à une position puritaine à outrance ?
Pourtant, pendant les congrès du PS, il y eut de fréquentes manifestations de malaise chez des affiliés en rapport avec certaines publicités commerciales. Au surplus, certaines publicités mettaient à nu certaines vulnérabilités de la figure de l’« ouvrier conscient », comme l’alcoolisme et certaines formes de divertissement et de sociabilité populaires, contraires à la vision socialiste éclairée et aux préceptes de tempérance,. Les courses de chevaux, considérées par les socialistes comme l’un des pires venins pour les classes populaires, étaient combattus par eux avec virulence depuis le tournant du siècle. Si certes La Vanguardia ne publiait ni pronostics ni résultats des courses, elle consentait à héberger sur ses pages des publicités qui invitaient à s’adonner à ce loisir populaire,.

### Dissensions internes
À partir de 1899, date à laquelle Justo fut reconduit à la direction de La Vanguardia, les militants de la ligne syndicaliste faisaient opposition à la tournure réformiste et parlementariste que prenait leur journal et qui s’inscrivait dans un processus plus général d’inflexion discursive, notamment perceptible au tournant du siècle par le changement d’interpellatif, qui était passé de « ouvriers » à « citoyens » et à « peuple ». En particulier, les syndicalistes dénonçaient la perte de la fonction pédagogique de La Vanguardia, perte consécutive au processus de professionnalisation du journal. Les justistes, défendant leur position dans les colonnes du journal, accusaient les syndicalistes de dogmatisme doctrinal et justifiaient l’orientation du journal par une conception du socialisme comme construction pratique et quotidienne, qui impliquait de laisser de côté les abstractions théoriques et de s’attacher à informer sur la conjoncture en cours de façon objective et « humaine ».
En écho au vaste débat dans l’opinion publique argentine sur la politique étrangère du gouvernement, un nouveau clivage se fit jour dans le PS entre ceux plaidant pour une position de neutralité de l’Argentine dans la Première Guerre mondiale, et les rupturistes, qui sympathisaient avec les alliés et voulaient la rupture des relations avec l’Allemagne,. Les dirigeants qui en vertu de l’internationalisme ouvrier étaient favorables à la neutralité reprochaient à la mouvance justienne d’abuser de La Vanguardia pour imposer leur point de vue et lancèrent en août 1917 leur propre organe de presse nommé La International, lequel devint en janvier 1918, au lendemain de la sécession définitive de l’aile gauche, l’organe officiel du nouveau Parti socialiste international, puis, à partir de décembre 1920, du Parti communiste,.

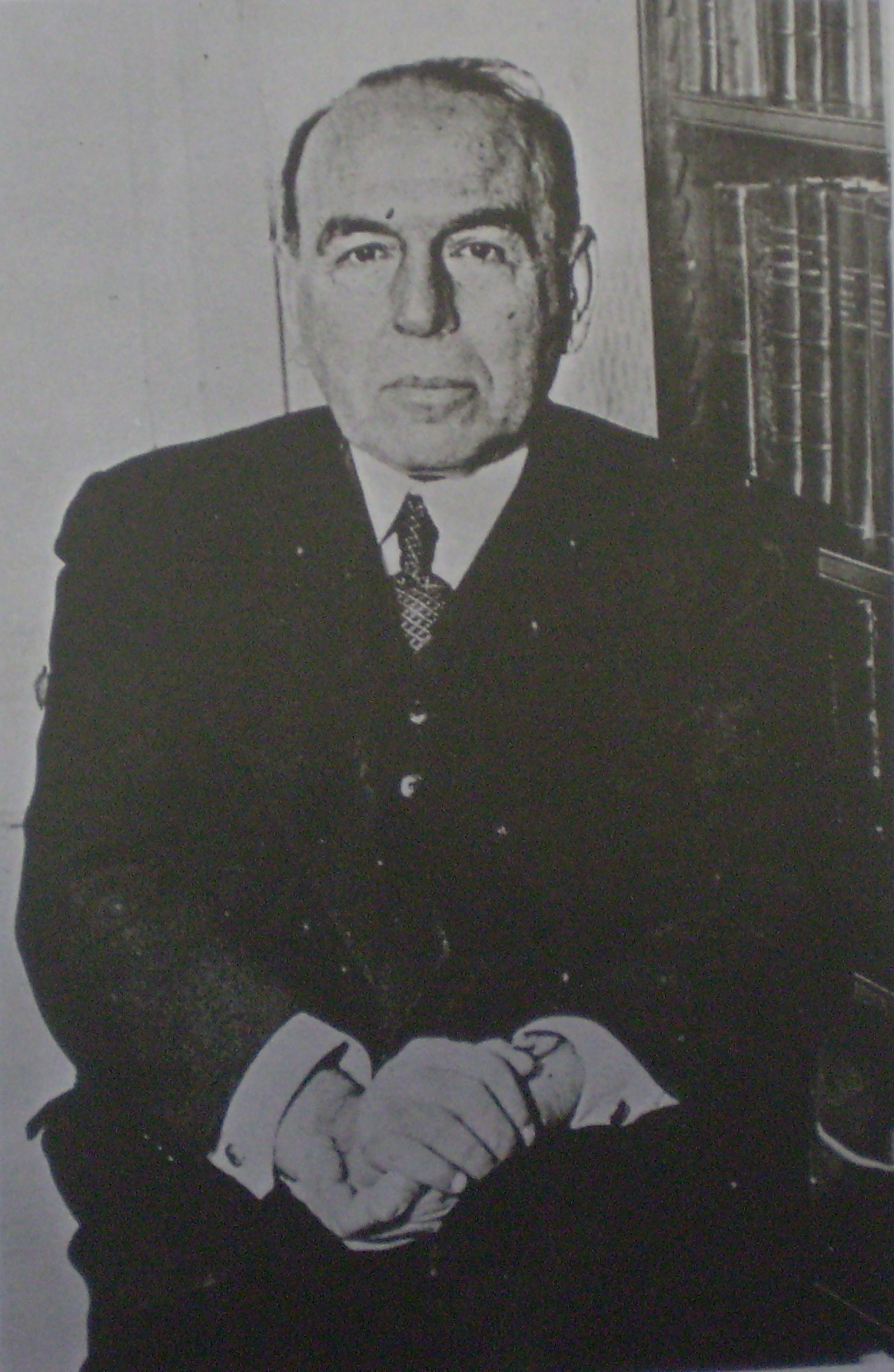
Nicolás Repetto, directeur de La Vanguardia dans les années 1920, et fidèle ghioldiste lors de la controverse dans le PS de 1958.

Dans les années 1920, un nouveau groupe, se composant de personnalités en vue du PS, dont notamment une dizaine de députés fédéraux, se mit à défier l’hégémonie justienne sur La Vanguardia. Au rebours de l’ancienne dissidence, ce groupe ne provenait pas de l’aile gauche du parti attachée à une supposée orthodoxie marxiste, mais professait des idées empruntées au libéralisme georgiste et au révisionnisme néosocialiste apparu après la Première Guerre mondiale,, et envisageait l’option de conclure des alliances avec d’autres secteurs politiques, option originellement acceptée en paroles par le justisme, mais répudiée dans la pratique concrète,.
Dans le PS, Antonio De Tomaso était parmi ceux qui se montraient le plus critique vis-à-vis de la révolution russe. La Vanguardia, alors sous la direction d’Enrique Dickmann, publia plusieurs de ses articles, où il mettait en cause la « violence » et la « terreur » instaurée par le nouveau gouvernement bolchevique. Pourtant, De Tomaso eut les plus grandes difficultés à faire connaître ses positions dans l’organe du PS, ce qu’il imputait à l’exercice abusif et arbitraire du pouvoir par le nouveau directeur Nicolás Repetto. Le conflit entre detomasistes et justistes, dont l’enjeu était le mode d’insertion du parti dans la politique nationale, la démocratie interne et les liens à entretenir avec la presse « bourgeoise », fut tranché en octobre 1923 par un vote général des adhérents, qui résulta favorable à Justo, lequel fut derechef reconduit à la tête du journal. Cette issue de la querelle porta les detomasistes à faire sécession et à fonder en août 1927 le Parti socialiste indépendant. Celui-ci bénéficia des faveurs du quotidien Crítica, qui mit son imprimerie à la disposition des indépendantistes pour imprimer leur organe de presse officiel, Libertad!.
Sur le chapitre de l’immigration de masse en Argentine et de ses effets sur l’identité des classes populaires, il y avait entre anarchistes et socialistes une différence dans la perception de ce phénomène, les premiers, fortement imprégnés d’internationalisme et de cosmopolitisme, se montrant sensibles aux formes variées d’identification ethnique des travailleurs, et les seconds insistant sur l’opportunité de la naturalisation des étrangers comme voie d’accès à l’exercice de leurs droits politiques et ayant par conséquent envers l’hétérogénéité ethnique et culturelle un point de vue nettement moins tolérant. C’est pourquoi p. ex. l’iconographie de La Vanguardia tendait à éluder toute allusion au phénomène migratoire, si ce n’est sous l’aspect d’une simple donnée sociale et économique,.

## Sous les gouvernements UCR (1919-1930)

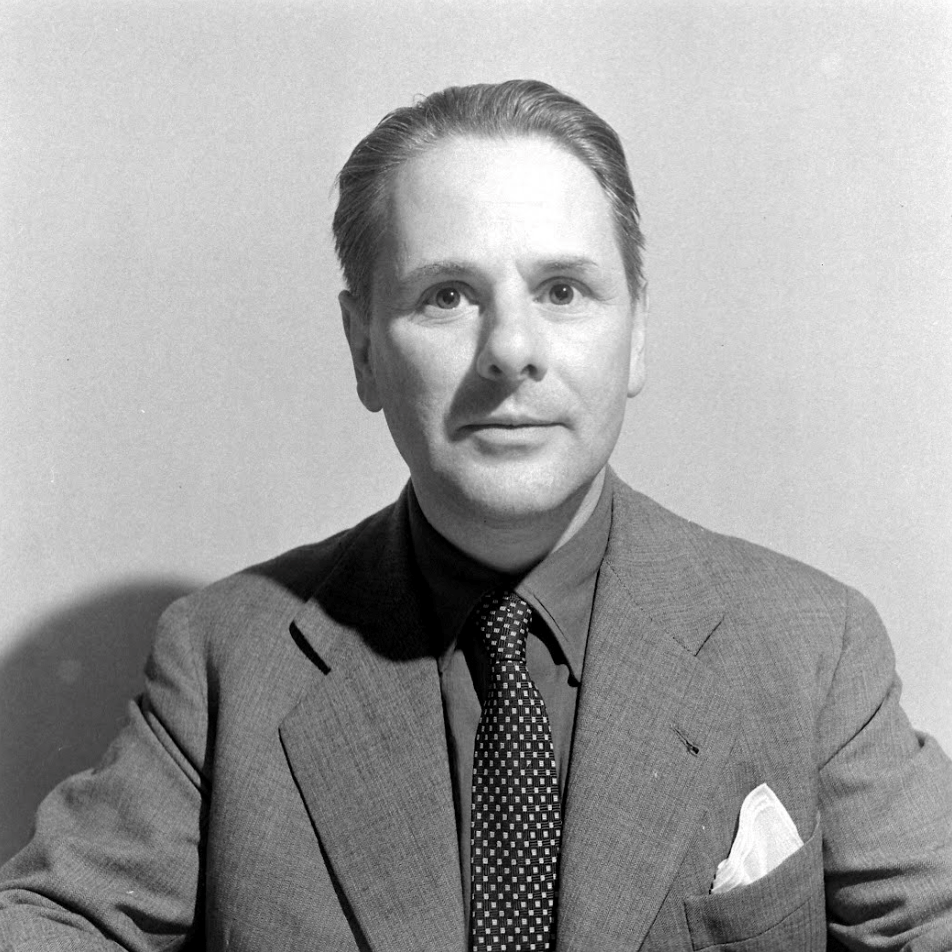
Américo Ghioldi en 1946. Il occupa la direction du journal de 1927 jusqu’à son évincement définitif en 1958.

Sous les gouvernements de l’UCR (1916-1930), La Vanguardia paraissait tout à fait normalement, malgré ses critiques acerbes contre le président Hipólito Yrigoyen, que le journal qualifiait de « démagogue » et de continuateur de la « politique criolla » propre au précédent régime conservateur,.
Après les victoires électorales du PS en 1912 et 1913, les députés socialistes Justo, Palacios et Bravo, et le sénateur Del Valle Iberlucea, cédaient à La Vanguardia la moitié de leurs émoluments de parlementaire afin d’améliorer l’équipement du journal. Sitôt installés les nouveaux ateliers et bureaux, se mit en place dans La Vanguardia une nouvelle manière d’investir politiquement l’espace urbain, désormais articulée sur l’activité militante des centres socialistes répartis dans chaque circonscription électorale et sur une action culturelle proche de celle des socialistes à leurs débuts, c’est-à-dire par le moyen de bibliothèques, de conférences de formation (en presenciel ou par le biais de la radio), de festivals de musique et de séances de cinéma.
Une fois mise en application la loi Sáenz Peña instituant le suffrage universel, le socialisme eut du mal à tenir tête au parti radical UCR, difficulté aggravée par le soutien explicite dont ce parti jouissait en 1916 de la part de certains organes de la presse populaire, comme La Razón et Última Hora. Dans cette nouvelle ère démocratique, les socialistes, en concurrence avec les radicaux, se présentaient comme les gardiens de la démocratie et comme les défenseurs des intérêts de la majorité, non seulement dans les compétitions électorales, mais aussi dans les joutes journalistiques avec la presse populaire.
En 1927, alors qu’il n’était âgé que de 28 ans, Américo Ghioldi se vit confier la direction du journal, d’abord à tour de rôle, puis à partir de 1942 de façon continue, encore qu’en partie depuis l’Uruguay,.
Une gestion mauvaise, aggravée par la défection de plusieurs annonceurs de longue date au profit du journal Libertad!, fut à l’origine d’un important déficit financier. S’y ajoutèrent la mort de Justo en janvier 1928 et la cuisante défaite du PS aux élections municipales de novembre de la même année au bénéfice du PS indépendant. Il s’ensuivit une grave crise pour La Vanguardia et pour le parti.

## Décennie infâme (1930-1943)
La Vanguardia refusa d’appuyer le coup de force du général Uriburu de 1930. Tout au long de la décennie 1930, le journal dénonça avec vigueur la fraude électorale pratiquée par les gouvernements conservateurs successifs, lors même que le PS tira profit électoralement de la proscription de l’UCR au début de cette Décennie infâme. Le journal fut cependant incapable de discerner les transformations socio-économiques survenues durant la période, en particulier celles affectant le mouvement ouvrier.
Sur le plan international, La Vanguardia adopta une position antifasciste ferme, se traduisant notamment par un appui militant à la République espagnole lors de la Guerre civile, puis par le ralliement au camp allié dans la Seconde Guerre mondiale.

## Révolution de 1943 et régime militaire subséquent

### Réaction au coup d’État de juin 1943
En juin 1943, le président Ramón Castillo fut déposé par un coup d’État militaire, ce qui mit fin à la Décennie infâme. Devant ce coup de force, et caressant l’espoir que les Forces armées permettraient le retour à une démocratie sans fraude ni proscriptions, La Vanguardia resta d’abord dans l’expectative et écrivait le lendemain du coup d’État :

« [...] hier est tombé sans défense un gouvernement indéfendable [...]. Un gouvernement sorti de son orbite. [...] se piquant de son commandement oublia que l’humanité ne connaît pas de pouvoirs absolus et éternels, soit que la raison impose, pour finir, la correction des abus, soit que la force mette un terme à l’anarchie et à l’immoralité constituées. [...] La chute de ce gouvernement ne sera pas déplorée. Nul ne le défendait. Nul ne se désolera de sa triste fin. »

Cependant, le gouvernement prenait un caractère de plus en plus autoritaire, se traduisant par la dissolution des partis politiques, la mise sous tutelle des universités, la censure de la presse, en plus d’un cléricalisme marqué qui déboucha sur l’instauration de l’enseignement religieux dans les écoles publiques. La farouche opposition de La Vanguardia à cette politique lui valut de subir plusieurs mesures de saisie et de fermeture pendant toute la durée du régime militaire (1943-1946), ainsi que l’emprisonnement de son directeur,. La première fermeture lui fut imposée trois mois seulement après l’arrivée au pouvoir des militaires, pour une durée de cinq jours (du 2 au 6 septembre 1943), à la suite de critiques contre Jordán Bruno Genta, chargé de purger l’université nationale du Litoral, et que La Vanguardia avait taxé de « fasciste ». Peu de temps après, le journal fut à nouveau suspendu (du 24 septembre au 7 octobre) au motif d’un éditorial concernant le voyage du président Pedro Pablo Ramírez dans la province de Buenos Aires, éditorial dans lequel était dénoncée la situation que vivait ladite province, mise sous tutelle fédérale par les soins du Dr. Alberto Baldrich, nationaliste notoire.
Début 1944, en réaction à l’autoritarisme croissant du gouvernement et à la mise à mal des libertés publiques, La Vanguardia se sentit dans l’obligation d’interrompre sa publication :

« Depuis la dissolution des partis politiques et l’imposition du dogme théologique à l’école du peuple, les réglementations de la presse, de la radio et du cinéma créent définitivement une atmosphère irrespirable pour le journaliste social qui se sert de la plume comme moyen de diffuser la vérité et pour éclairer et galvaniser les consciences [...]. L’intrusion du gouvernement dans toutes les manifestations actives et dans tous les organes de la civilité restreint à tel point l’accomplissement de nos devoirs de journaliste que nous avons résolu de dire au pays qu’il nous est impossible de poursuivre l’œuvre d’éclaircissement. »

Le 7 avril 1944, trois mois après sa cessation volontaire, La Vanguardia parut à nouveau, après abrogation du décret incriminé réglementant la presse et la fonction des journalistes et, selon ses propres dires, à la suite des « promesses solennelles sur la liberté de la presse » faites par le gouvernement, que présidait à présent le général Farrell. À cette occasion, le journal appela au retour à la normalité institutionnelle. Deux semaines à peine plus tard, La Vanguardia cessait à nouveau de paraître, cette fois pour une durée de huit mois, jusqu’à janvier 1945, date à laquelle elle reparut non plus comme quotidien, mais à un rythme hebdomadaire. Le journal justifia son retour par sa volonté de « prêcher la doctrine démocratique de la justice sociale et du socialisme », et allait figurer comme l’organe de presse le plus critique du gouvernement Farrell.
En accord avec son positionnement idéologique, La Vanguardia fustigea le colonel Juan Perón dès l’apparition de celui-ci sur la scène publique, ainsi que sa politique sociale à la tête du secrétariat au Travail et à la Prévoyance.

### Ascension de Perón (à partir d’octobre 1943)
Sitôt nommé à la tête du Département national du travail le 27 octobre 1943, Perón rehaussa le statut hiérarchique de ce service en le changeant en secrétariat et en élargissant ses attributions. Le nouveau secrétariat tel qu’institué par le décret du 27 novembre 1943 présentait trois aspects importants : 1) il permettait l’intervention de l’État dans les relations de travail, dans le sens d’une meilleure harmonie entre capital et travail ; 2) il devait œuvrer pour une « plus grande justice sociale et distributive » ; et 3) il surveillait la bonne application de la législation du travail en vigueur,.
Tous les éditos de La Vanguardia publiés entre juin 1943 et juillet 1945 étaient de la plume d’Américo Ghioldi. Si certes ces éditoriaux ne peuvent être considérés comme reflétant l’opinion unanime des socialistes argentins, Ghioldi était déjà en ces années-là l’une des figures les plus influentes au PS et ses éditoriaux tracent assez précisément la ligne politique suivie par le parti, d’autant qu’ils n’étaient pas signés et qu’on était par conséquent fondé à les attribuer au PS comme tel.
De façon générale, Ghioldi entendait que le PS, dans le contexte de la révolution de 1943, délaisse les questions socio-économiques, au motif que le seul sujet qui comptait à présent était le retour à la légalité, auquel tout progrès ultérieur était subordonné et dont le PS devait être l’artisan. Dans la présente conjoncture, arguait Ghioldi, l’enjeu n’étant plus tant socio-économique que fondamentalement politique, il était plus judicieux d’en appeler à la condition humaine et citoyenne des travailleurs plutôt qu’à leur situation socio-économique. La justice sociale ne doit s’entendre qu’associée à la démocratie, à la liberté et à l’autonomie des travailleurs. Pour le parti comme pour son organe de presse, l’impératif était de défendre des idées universelles, déliées de toute revendication sectorielle :

« L’histoire du parlementarisme argentin démontre la valeur du socialisme démocratique. Le Parti socialiste a rempli et remplit un rôle de grande valeur politique, intellectuelle, éthique et démocratique que nul ne pourra nier.

Ces derniers temps, les circonstances sociales et la largeur de vue du socialisme argentin nous ont transformés en un organe de la Nation. Nous sommes la voix mortifiée y angoissée de la société civile nationale.

C’est la norme idéale de La Vanguardia que de tenter d’être à tout instant un organe de la raison publique. Nous aspirons à avoir toujours autorité pour appeler à l’entendement et à la dignité de la raison, et c’est le plus intime de nos mobiles que d’influer sur la marche des journées par le poids des idées, par la rectitude de la conduite et par le contenu éthique des fins et moyens de notre discours. »

Cette idée du socialisme comme parangon éthique et comme porte-voix de la raison publique cadrait avec une interprétation essentialiste et progressiste de l’histoire argentine. Si les demandes du PS ne sont liées à aucune couche sociale en particulier, c’est parce que ces demandes répondent à certains principes généraux issus de l’histoire argentine et relatifs au progrès social. Le socialisme est l’incarnation des inclinations naturelles de l’homme et de la société argentins vers la liberté, et le défenseur de celles-ci face aux tendances autoritaires et totalitaires :

« [...] le mal de la dictature et du fascisme [...] consiste à oublier que le fonds humain est formé et régi par des lois naturelles et fondamentales se trouvant au-delà de l’action des gouvernants et qui doivent, par là même, être intouchables pour toute action arbitraire.

Il n’y a donc rien d’argentin par quoi puisse s’expliquer l’aberration d’un nationalisme totalitaire, étato-centrique et étatolâtre. Voilà bien un nationalisme simulé et de contrebande. Il n’a d’autres antécédents que le fascisme italien, le totalitarisme hitlérien, et le corporatisme syndicaliste de Franco. C’est pourquoi le peuple répudie un tel “nationalisme” étranger à la substance argentine ! »

Ghioldi érigeait le socialisme en force intellectuelle destinée à servir d’exemple éthique et à diffuser les idées démocratiques et libérales dans la société argentine, en y incluant aussi, avec insistance à partir de 1945, la classe ouvrière. Le PS était le parti des travailleurs, non en tant que leur représentant, mais comme leur éducateur. C’est La Vanguardia qui, s’affirmant comme « organe de la raison publique », était appelée à mener ce travail formateur.
L’un des sujets le plus souvent abordés dans les éditos de Ghioldi pendant le gouvernement militaire de 1943-1945 était la place accrue accordée à l’enseignement catholique dans les écoles publiques et la suspension d’un groupe d’enseignants aux idées libérales :

« Le monde devra à nouveau éduquer dans le culte de la légalité, c’est-à-dire dans le culte des droits de l’homme. Et nous autres Argentins avons aussi notre tâche urgente : reconstruire la conscience démocratique, le respect de la légalité, le culte du droit et des institutions libres.

À l’instruction publique incombe la tâche de graver les principes constitutionnels dans l’âme des hommes, c’est-à-dire d’ancrer dans les générations successives la conviction et la foi de la démocratie, par un effort soutenu de persuasion rationnelle. C’est ainsi que le comprenaient les hommes de l’Organisation nationale lorsqu’ils préconisaient l’enseignement de la constitution argentine. »

Face à l’influence grandissante de Perón non seulement au sein du gouvernement — en plus de diriger le secrétariat au Travail, il détenait le portefeuille de la Guerre et, à partir de la mi-1945, le titre de vice-président de la Nation argentine —, mais aussi auprès des travailleurs, La Vanguardia commença à agiter la sonnette d’alarme à propos des conceptions « corporatistes » de Perón en matière d’organisation syndicale. Les socialistes voyaient avec appréhension la politique de Perón, laquelle tendait à une réalisation effective des droits des ouvriers (notamment par la mise en place d’un système de retraite, par le statut de l’ouvrier agricole, par les congés payés, par une assurance contre les accidents de travail, par des hausses de salaire, par la création de conseils de prud'hommes, par la prime de fin d’année, etc.) et lui faisait gagner le soutien des responsables syndicaux et des travailleurs.
Le journal tenait à ce que la distinction soit bien établie entre syndicalisme et socialisme, « ce dernier courant véhiculant une conception de politique générale, tandis que le syndicalisme fait du syndicat son centre absolu », mais aussi avec le syndicalisme révolutionnaire « qui exalte le rôle exclusif du syndicat et répudie la politique », puis entre syndicalisme d’État et syndicalisme corporatiste, ce dernier type, « qui tient le syndicat pour arrimer les ouvriers dans une corporation étroite, car la politique est réservée exclusivement aux détenteurs du pouvoir », étant manifestement selon le journal celui prôné par Perón,.
La politique concrète de Perón était prise à partie par La Vanguardia au moyen de gros titres barrant toute la première page, comme p. ex. : « Des syndicats dignes et libres, pas des syndicats dépendant d’un gouvernement fasciste », « Le syndicalisme libre debout contre la démagogie », « Les syndicats indépendants font un procès au gouvernement », « Les travailleurs contre la pénurie et le nazi-travaillisme, pour le syndicalisme authentique et la liberté », « Justice sociale effective pour des citoyens libres et non pour des esclaves », etc.,.
En outre, Perón était implicitement taxé de démagogue et de pratiquer une « politique criolla », ainsi qu’il ressort d’un édito de Ghioldi de fin 1943 :

« La démagogie que nous Argentins avons connue faisait appel aux procédés d’une efficacité universelle : hausses de salaire pour tels et tels syndicats, domination et corruption des partis du pouvoir en place, pénétration du mouvement ouvrier afin de le maintenir apolitique face aux partis et le mettre au service de la politique officielle, flatterie de tous les milieux populaires, culture de la tape sur l’épaule, de la promesse, du cadeau de sympathie et de l’attitude complaisante. »

Embarrassé par les constantes références faites par Perón à la nécessité de justice sociale, La Vanguardia ne cessait de rappeler l’action du PS en faveur de la législation ouvrière depuis le début du siècle, qui était « l’œuvre des législateurs socialistes, depuis l’étape initiale et créatrice d’Alfredo L. Palacios, le premier député socialiste d’Amérique ». L’éditorial du 5 décembre 1943 insistait avec force sur l’idée socialiste selon laquelle « la justice sociale ne pouvait se réaliser que sous un régime de liberté constitutionnelle »,. Ghioldi distinguait entre différentes modalités de justice sociale ; d’un côté, celle alors mise en œuvre en Argentine, propre aux régimes fascistes et autoritaires (Hitler, Mussolini, Rosas), qui n’est que démagogie d’un gouvernement cherchant à consolider sa domination autoritaire, de l’autre, celle qui pense le travailleur comme citoyen et homme libre, qui voit les conquêtes ouvrières comme expression de démocratie et de liberté, et qui par conséquent ne peut voir le jour que sous un régime démocratique. À cet égard, Ghioldi aimait à se référer au travaillisme britannique, qui « représente l’effort sincère d’accomplir une œuvre de justice sociale destinée à assurer les plus grandes possibilités au plus grand nombre sans détruire les libertés et les droits de la personne humaine »,. Quant à la justice sociale telle que pratiquée par Perón, elle tendait au contraire à supprimer l’autonomie des ouvriers, servait, à l’image des expériences fascistes, d’outil de domination démagogique, et était donc dépouillée de sa substance :

« Le concept syndical du secrétariat au Travail ressemble comme deux gouttes d’eau à l’idée corporative du fascisme mussolinien. Nous estimons que le plus grave qu’a pu réaliser le secrétariat au Travail est la suppression du syndicalisme authentique et libre, et l’utilisation des appareils syndicaux à des fins politiques en faveur du pouvoir en place et de la déification et idolâtrisation d’une personne.

La liberté est la première des exigences, parce que les conquêtes ouvrières doivent s’accomplir par les ouvriers eux-mêmes en action libre. L’histoire ne connaît aucun cas de gouvernement pour le peuple exercé par une minorité choisie. La dictature est toujours despotisme en puissance. »

La Vanguardia qualifiait les syndicats alliés à Perón de « refileurs » (entregadores) et de « comités électoraux » agissant à son service, et rangeait « les travailleurs organisés en syndicats libres » dans les secteurs sociaux opposés au gouvernement.
S’il arrivait à La Vanguardia de reconnaître par moments les mérites de la politique sociale du gouvernement militaire au regard de la qualité de vie des travailleurs, à d’autres moments le journal mettait en question ces mérites, s’autorisant de son savoir en matière de lois de l’économie :

« Quels seront les résultats de l’œuvre sociale n’est pas difficile à dire. Nous ne nions pas qu’il y ait un certain engagement du gouvernement en ces matières ; mais, pour avoir méconnu les lois de l’économie et de la société, on est arrivé à un point où les hausses de salaire ont été surpassées par les hausses du coût de la vie. Dans la course de vitesse entre prix et salaires, ceux-là l’emportent sur ceux-ci par suite principalement de la politique inflationniste du gouvernement. »

Dès avant que la candidature de Perón à la présidentielle se soit matérialisée, La Vanguardia s’y montra hostile, écrivant début 1945 :

« Quant à nous, nous pensons qu’avant de parler de candidatures, il faut revenir au régime de la liberté [...] car il serait peu justifiable que la révolution militaire débouche sur la candidature d’un de ses principaux dirigeants après qu’elle a, pour des raisons que personne n’a encore compris, dissous les partis. »

Ainsi, entre le putsch de 1943 et début 1944, la question sociale n’avait-elle été qu’un sujet marginal, abordé sporadiquement ; quand elle venait à surgir, c’était toujours à la lumière des valeurs politiques comme la liberté et la démocratie. Si à quelques occasions, la politique sociale de Perón avait mérité quelque éloge de la part de La Vanguardia, en 1945 par contre, quand le journal reparaissait après des mois de fermeture, les éditoriaux se vouaient à présent principalement à critiquer âprement le gouvernement militaire sur presque tous les plans, tout en réclamant ardemment la tenue d’élections et le retour à la légalité. Ce changement de cap s’explique par le nouveau contexte de l’immédiat après-guerre mondiale, marqué par la défaite de l’Axe, le durcissement de la politique répressive de la junte militaire, l’ajournement de la restauration démocratique, la perspective de la candidature de Perón à la présidence et l’expansion de la politique sociale. Dans le même temps, la problématique sociale regagnait en importance dans le discours socialiste.
La Vanguardia sous-estimait de plus en plus, et bientôt de façon outrancière, l’ampleur de l’adhésion à Perón, et se montrait impuissante à saisir les changements produits par lui :

« Si l’on croit qu’avec un peu plus de vacances, on aurait titre à réclamer la cession de l’âme de tous au donateur universel de faveurs, on a une conception pauvre et basse de l’être argentin, voire, dirions-nous, de la personne humaine. L’homme ne vit pas seulement de pain. Le pain est nécessaire, indispensable ; mais croire que l’on puisse dominer l’homme en le pourvoyant en incitatifs matériels pour ses sucs digestifs, c’est méconnaître ce qu’il y a de plus élémentaire et de plus profond dans une humanité capable de désintéressement, de sacrifices et d’abnégations dès lors que sont en jeu l’idéal de la liberté, de la justice et des droits inaliénables et irréductibles propres à la nature de l’être humain. »

En avril 1945, La Vanguardia, dirigée par Ghioldi, était un quotidien de six pages (parfois de huit) publiant des articles de politique nationale et internationale, sur les spectacles, la culture et les sports, et tirant à 40 000 exemplaires pour une audience de 200 000 lecteurs.

### Marche pour la constitution et la liberté (septembre 1945)

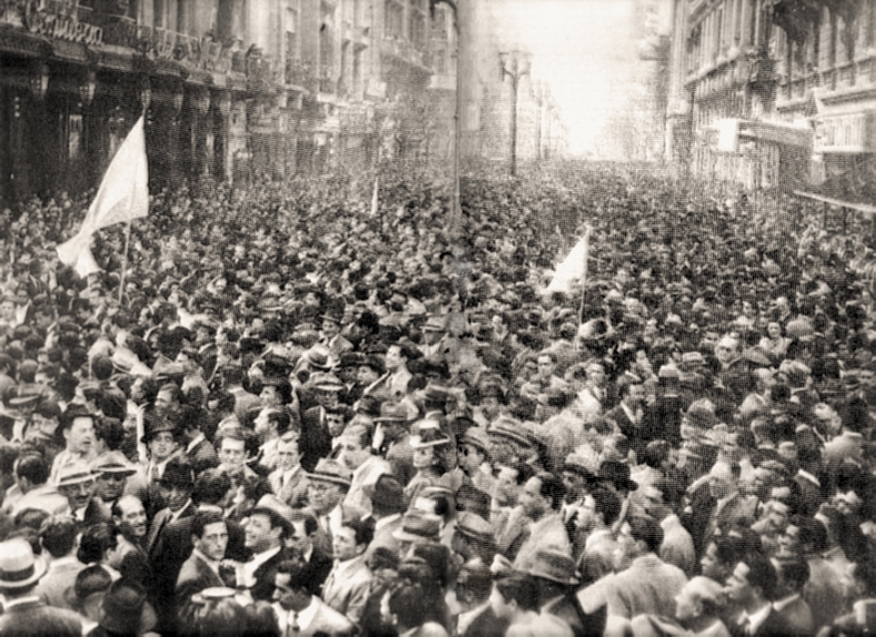
Marche pour la constitution et la liberté (19 septembre 1945), mobilisation de masse de l’opposition antipéroniste.

Le nouvel ambassadeur des États-Unis en Argentine, Spruille Braden, persuadé que le régime militaire de 1943 projetait d’instaurer un « Quatrième Reich » en Argentine et que le principal artisan en était Perón, se crut fondé à s’immiscer dans les affaires intérieures du pays,. La presse écrite ne tarissait pas d’éloges à son endroit ; La Vanguardia en particulier, qui contribuait notablement à l’agitation générale des derniers mois de 1945 et donnait une ample couverture à la question, décrivait Braden comme un « éminent démocrate », un « extraordinaire ambassadeur » et un « ami méritoire de l’Argentine »,. En une de l’édition du 15 février, un titre sur toute la largeur de la page proclamait : « La coterie nazie crée une situation gravissime pour l’Argentine ». Pour La Vanguardia, le Livre bleu de Braden, document qui affirmait un lien entre Perón et l’Allemagne nazie pendant la guerre, était « la confirmation irréfutable de tout ce qu’ont dénoncé les représentants socialistes ».
Fort de l’appui américain, l’opposition politique, en ce compris La Vanguardia, s’engagea pleinement dans une requête portant que le gouvernement soit délégué à la Cour suprême. La Vanguardia apporta son vif soutien à la Marche pour la constitution et la liberté, mobilisation de grande ampleur de l’opposition réunissant des milliers de personnes qui eut lieu le 19 septembre 1945, pour pousser le gouvernement à restaurer la normalité institutionnelle. Quelques heures avant la manifestation, La Vanguardia écrivait, anticipant la formation de la future coalition Union démocratique :

« Demain se rencontreront confondus, dans le torrent humain, hommes et femmes de toute condition sociale et appartenant aux filiations politiques les plus fréquentes. Sans nécessité de beaucoup d’endoctrinement, tous ont compris qu’il y a des choses fondamentales à préserver, pour nous-mêmes et pour notre postérité. L’enjeu n’est pas le régime politique, mais les structures institutionnelles et la liberté pour tous. »

Le 9 octobre 1945, Perón fut contraint de se démettre des trois fonctions qu’il exerçait. Si cet évincement fut bien accueilli par l’opposition, celle-ci néanmoins en voulait encore davantage, ce que La Vanguardia exprima à la une, postérieurement aux événements :

« Nous demandons la ‘dépéronisation’ de l’administration, la fin de la dictature militaire et la normalité constitutionnelle. [...] Il n’y aura pas de solution sûre du drame argentin sans dépéronisation ; ce qui équivaut à dire : sans éradication en profondeur de tous les éléments nazis fascistes, masqués et démasqués, directs et indirects. »

### Jour de la Loyauté (17 octobre 1945)

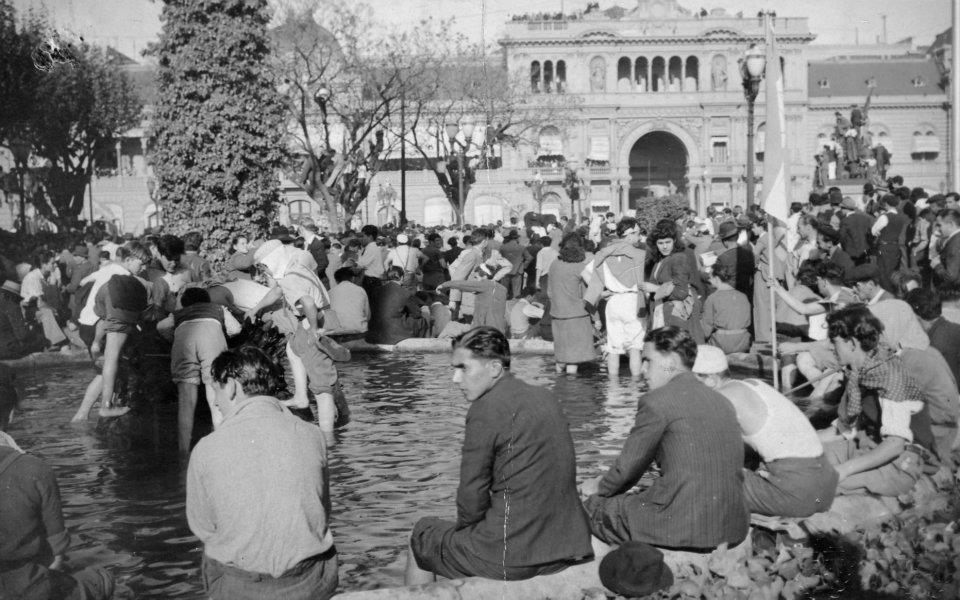
Photo emblématique du Jour de la Loyauté.

Selon La Vanguardia, la mobilisation du 17 octobre aussi bien que la grève concomitante avaient été organisées par Perón et ses partisans, avec le concours de la police et selon un « Plan stratégique » prémédité, dans le but de se maintenir au pouvoir :

« Nous avons déjà vu ce qui s’est passé mercredi et jeudi de la semaine dernière pendant le déroulement de la grève générale imposée principalement à la population de Capital Federal, des localités circonvoisines, de La Plata et d’autres chefs-lieux et villes de province par le colonel Juan D. Perón et la police. [...] La grève générale était la révolution de Perón, sa marche sur Rome, la possibilité de la mainmise totale sur le pouvoir. [...] Rien, à l’origine, de spontané ; tout était expression d’une stratégie apprise dans les cours de ‘culture fasciste’. »

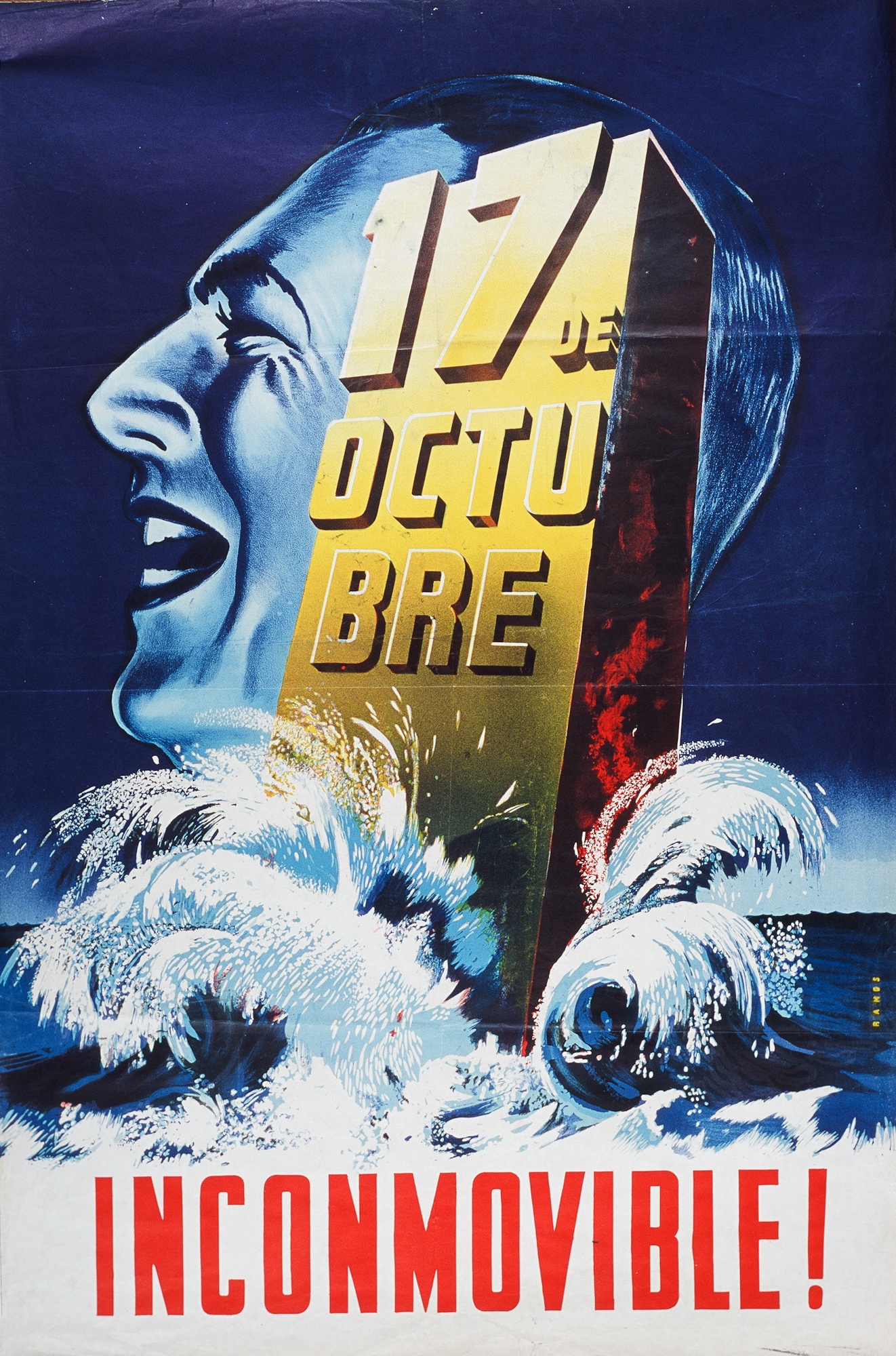
« Incommovible » (Inébranlable), affiche à l’effigie de Perón, créée à l’occasion du deuxième anniversaire du 17 octobre.

Le journal se désolait de ce que l’on n’ait pas pris, sitôt après la destitution de Perón, les mesures idoines pour en finir avec l’influence qu’avaient celui-ci et ses partisans dans le gouvernement, ce qui aurait permis d’éviter les événements ultérieurs,. L’éditorialiste se lançait dans une analyse de l’identité des manifestants, les décrivant tous comme des marginaux, issus du lumpenprolétariat, des « agitateurs sans conscience », des sans-chemise assimilables aux sans-culottes de la Révolution française, qui « croyaient aux promesses du démagogue sans comprendre qu’ils sont le jouet de son ambition personnelle », c’est-à-dire des individus qui sont l’antithèse du « travailleur véritable » célébré par le périodique,,.

« Les ouvriers, tels qu’ont toujours été définis nos hommes de travail, ceux qui depuis des années ont soutenu et soutiennent encore au sein de leurs organisations syndicales leurs luttes contre le capital, ceux qui ressentent la dignité des fonctions qu’ils remplissent et qui, au diapason de celles-ci, dans leurs différentes idéologies, œuvrent en tant que citoyens pour l’amélioration des conditions sociales et politiques du pays, n’y étaient point. »

C’est pourquoi, « la classe ouvrière n’a rien de commun avec [celle-là], où tout se négocie, et moins encore les travailleurs amoureux de la liberté et fidèles à l’authentique mouvement syndical ». Encore une fois, la figure de Rosas fut convoquée et identifiée à Perón :

« Les masses mises en mouvement [...] étaient et sont de la même condition et qualité que celles mises en mouvement par Rosas, Hitler, Mussolini. Quel ouvrier argentin se mobilise dans une manifestation de revendication de ses droits comme dans un cortège de carnaval ? Quel ouvrier argentin casse, pille, agresse et vole sous prétexte de telles revendications ? Quel ouvrier argentin s’est mobilisé contre la culture et la civilité pour soutenir ses droits à une vie digne et meilleure ? Quel ouvrier argentin attaque en meute le passant sans défense au motif qu’il porte des bottines et une chemise propre, ou arrache leur blouse blanche aux enseignants et élèves ? Quel ouvrier argentin est capable de faire tout ce qu’il a fait et s’est retourné en ces jours de grève officielle contre les étudiants, alors qu’à tout moment ouvriers et étudiants ont lutté de concert ? »

Significatif est le silence de La Vanguardia devant l’unique incident sanglant de cette journée, enduré non par un opposant à Perón, mais au contraire par l’un de ses partisans, l’étudiant Darwin Passaponti, présent sur la place de Mai et assassiné par des inconnus.

### Élections de février 1946
À la suite des événements du 17 octobre 1945, le gouvernement militaire convoqua une élection présidentielle pour le 24 février de l’année suivante. Dans cette perspective, deux grands blocs s’étaient constitués, comme reflet de la division de la société argentine : d’un côté l’Union démocratique (UD), coalition de partis traditionnels, composée de l’Union civique radicale (UCR), du PS, du Parti communiste et du Parti démocrate progressiste, avec l’appui des conservateurs, des milieux de pouvoir, et sous les auspices de l’ambassade des États-Unis, et de l’autre, en soutien à Perón, un ensemble comprenant le Parti travailliste nouvellement fondé, l’Unión Cívica Radical Junta Renovadora, et divers petits groupements nationalistes, alliance jouissant du parrainage non dissimulé du gouvernement.
En novembre 1945, La Vanguardia avait instamment prié le Comité national de l’UCR, qui était alors le parti majoritaire et sans laquelle l’Union envisagée ne serait pas possible, de rejoindre la coalition :

« Tous demandent à la UCR de s’intégrer dans l’Union démocratique [...] compte tenu de l’urgence qui exige de se concerter sur l’union des forces démocratiques argentines. »

Le journal ne dissimula pas sa joie après que l’union souhaitée eut pris corps au milieu du mois de novembre :

« Le binôme inconstitutionnel du gouvernement sortant a d’ores et déjà été vaincu par la décision de rassembler dans un faisceau vigoureux et indestructible les volontés des hommes libres de cette terre. [...] [L’Union démocratique] signifie bien davantage que la seule union, c’est en effet la convergence politique, intellectuelle, morale et affective de la citoyenneté nationale, du peuple tout entier, des hommes et des femmes, des jeunes et des universitaires, des travailleurs du muscle et de l’intellect, des secteurs de la production, de l’industrie et du commerce, c’est enfin la convergence et le concours des éléments de la société civile dans un effort suprême pour sécuriser la vie, la liberté et la démocratie constitutionnelle. [...] L’union n’est pas un partage mesquin, mais la conjonction ardente des intelligences et des cœurs. »

Pendant la campagne électorale de 1946, La Vanguardia, à l’égal de l’immense majorité de la presse écrite argentine, prit fait et cause pour les candidats de l’UD. Il s’agissait de combattre l’ennemi commun, à savoir le gouvernement militaire et son candidat :

« L’heure est venue de lutter contre l’oppression et la tromperie, contre l’illégalité et la concussion. Le 24 février, l’Unité démocratique doit l’emporter lors du scrutin, car sa victoire signifie la fin de l’ultime dictature nazie subsistant dans le monde et, pour nous, le retour à l’ordre démocratique institutionnel. […] Citoyens. Nul ne peut demeurer inactif ni indifférent lorsque le destin de la patrie l’exige. Le 24 février, ce n’est pas une péripétie électorale de plus, c’est l’événement historique définitif dont dépendent la vie et l’honneur des Argentins et le prestige de la Nation. Chacun doit occuper son poste de combat civique. L’heure est venue de combattre. »

Pour La Vanguardia, dont la virulence antipéroniste ne devait jamais fléchir tout au long de la campagne électorale, l’UD représentait la « citoyenneté éclairée », la « civilité démocratique », les « démocrates convaincus », les « opposants à la dictature », les « antifascistes conséquents » et les « travailleurs authentiques et démocratiques », et faisait face à la « lèpre péroniste », à la « canaille péroniste » et à « la fleur de la pègre » ; il s’agissait de la confrontation entre « gens décents » et « lumpenprolétariat » ou, selon la terminologie sarmientienne, entre « civilisation » et « barbarie »,.
En décembre 1945, le gouvernement prit une mesure manifestement électoraliste, quoique très majoritairement bien acceptée, à savoir le décret portant création de l’Institut national des rémunérations, accordant une augmentation de salaire et instituant la prime de fin d’année, dite aguinaldo (littér. cadeau de fin d’année). La Vanguardia critiqua vivement cette décision, dans laquelle elle voyait une « grossière démagogie électorale », destinée à « soumettre et domestiquer les syndicats libres », :

« L’important dans le décret mentionné est la manœuvre nazifasciste typique qui vise à en finir avec les syndicats ouvriers et à les transformer en simples instruments de la nouvelle oligarchie qui entend soumettre le peuple argentin à ses desseins. L’aguinaldo est l’appât pour tromper, c’est l’hameçon, mais le but est de domestiquer la classe travailleuse pour l’utiliser ensuite à des fins malignes. Le décret concerné contient la preuve du plan de castration graduelle des syndicats ouvriers. »

Les articles de La Vanguardia reproduisaient la manière inefficace dont le PS releva le défi de cette consultation électorale, à savoir : en feignant d’ignorer le progrès social qu’avait produit la législation sociale péroniste, en dénigrant Perón et l’institution dont il avait la charge, et en déniant aux travailleurs soutenant Perón leur qualité de travailleur. Le journal offrait généreusement de l’espace à ceux des groupements de cadres et d’ouvriers qui avaient l’aval du PS mais dont la représentativité était minime voire inexistante chez les travailleurs.
À mesure qu’approchait la date du vote, le triomphalisme de l’UD, surtout des socialistes, ne cessait d’augmenter, ce dont La Vanguardia servit de caisse de résonance, par ses gros titres, ses reportages sur les candidats, ses articles et rubriques. Devant le constat irrévocable de la défaite de l’UD (dont le binôme composé de José Tamborini et d’Enrique Mosca dut s’incliner face au duo Juan Perón & Hortensio Quijano, par 1 210 819 voix contre 1 499 282), le périodique se défoula de son dépit sur le péronisme, avec son ton dépréciateur habituel. Au lendemain du désastre électoral, où aucun candidat socialiste ne réussit à se faire élire, ni comme député, ni comme sénateur, ni comme gouverneur, c’est à La Vanguardia qu’incomba la tâche de justifier la stratégie du PS dans la campagne. Après avoir signalé que le PS avait procédé à un « examen de son œuvre » sur les dernières années, le journal conclut que de cet examen :

« ressort avec netteté l’excellence de notre travail. Que la majorité des citoyens n’ait pas apprécié de la même manière notre effort, ne veut pas dire que celui-ci ait été stérile ou contre-productif. […] Le pays a vécu des jours d’opprobre et de honte que personne ne peut oublier. Qu’une majorité d’habitants ne l’apprécie pas ainsi est motif à étude plus qu’à effroi. Dans l’Allemagne cultivée aussi, Adolf Hitler fut élu président par le vote « libre » et « spontané » de quantité de millions d’hommes et de femmes, et le Parti socialiste, conjointement avec les autres partis démocratiques, fut battu en 1933. […] Mais le résultat de l’élection n’indique rien d’autre que le fait que tout ce que nous avons soutenu, défendu et réclamé était juste. »

## Premier et deuxième péronisme
Après 1946, comme le PS était privé désormais de toute représentation politique et restait sans aucune plate-forme institutionnelle pour exercer son rôle d’opposition au gouvernement, La Vanguardia avait acquis pour le parti une importance plus grande que précédemment, en tant que principal vecteur pour la continuation de la lutte politique. Dans ses colonnes, militants et dirigeants débattaient sur des questions internes, menaient leur travail de propagande, et entretenaient leurs liens avec le lectorat, sur fond d’opposition farouche au gouvernement péroniste,. Toujours dirigé par Ghioldi, le journal, qui paraissait alors au rythme hebdomadaire et couvrait huit pages (ou parfois dix), privilégiait l’analyse de l’actualité politique nationale, l’information sur le PS et les articles de nature doctrinale. Le journal vivait de ses abonnés et des recettes publicitaires.
À la différence des autres journaux de diffusion nationale ayant fait allégeance à l’Union démocratique (UD), comme La Razón, Noticias Gráficas, El Mundo, Clarín, voire La Nación, La Vanguardia ne mit pas une sourdine à ses critiques contre Perón, son mouvement et son gouvernement, mais les amplifia. Aussi La Vanguardia faisait-elle figure d’organe de presse emblématique de l’antipéronisme, en se signalant par sa caractérisation du péronisme comme un « régime fasciste » et par ses références récurrentes à Hitler, Mussolini, Franco et, au titre de précédent vernaculaire, à Rosas, symptomatiques de l’incompréhension du phénomène Perón par les rédacteurs. Pour La Vanguardia, il n’y avait aucune différence entre le mouvement emmené par Perón et les régimes totalitaires européens récemment vaincus :

« De là la tendance générale dans ces régimes à s’appuyer sur leur armée, leur parti, leur presse, leur école, leurs finances, leur bureaucratie, de leurs plus hauts offices jusqu’aux agents disséminés de toutes parts, leur mouvement ouvrier, domestiqué et soumis, leur église, tout cela étant la négation franche des institutions créées constitutionnellement. »

Le péronisme constituait une expression politique autoritaire, une réplique locale des fascismes européens, continuation du gouvernement de facto [anticonstitutionnel] arrivé au pouvoir en 1943 et composé d’arrivistes et de gens sans scrupules. La Vanguardia ne lui reconnaissait aucune légitimité, nonobstant qu’il ait été consacré par le vote populaire exercé en totale liberté.
Ce regard négatif concernait aussi les membres du nouveau mouvement politique, qualifiés d’incompétents, ainsi que le parti péroniste, qui serait « un véritable panier de crabes », « une conjonction de gens qui se griffent, se mordent, se cognent dessus », « un assemblage d’individus n’ayant d’autre préoccupation que de se combattre et de s’exclure pour parvenir à l’usufruit, direct ou indirect, de la chose publique »,.
Confrontés à la défection des travailleurs argentins au profit du péronisme, le PS et La Vanguardia observaient minutieusement le mouvement ouvrier organisé et tout ce qui touchait à la vie ouvrière. Des articles en nombre et les éditos informaient en permanence sur l’état des lieux dans la classe travailleuse, sur les mouvements de grève, sur l’action de la CGT, et sur la vie interne des différents syndicats. Était critiquée en particulier le « modèle fasciste » d’organisation syndicale qu’avait, aux yeux de La Vanguardia, adopté le péronisme. Le distinguo était incessamment fait entre travailleurs « libres », c’est-à-dire les antipéronistes, et ceux « soumis » à l’emprise du pouvoir établi. La Vanguardia affirmait que le décret sur les associations professionnelles était « un décalque presque textuel des lois qui régissaient la vie des organisations ouvrières en Italie et en Allemagne sous le fascisme et le nazisme » et s’inspirait des « lois utilisées par les hiérarques du nazifascisme pour soumettre les syndicats et les transformer en simples agents de la politique officielle »,. Rappelant que la justice sociale ne pouvait fructifier que dans un cadre de liberté syndicale, le journal se faisait l’avocat d’une « justice sociale conquise par le peuple et non sous forme de cadeau de dictateurs » et d’un « syndicalisme libre de toute tutelle et intervention de l’État,.
Avide de démontrer que la majorité des travailleurs étaient opposés au gouvernement, La Vanguardia aimait à exagérer et amplifier les problèmes qui surgissaient, en particulier les grèves, tout en passant sous silence ou en dédaignant les résultats obtenus par les travailleurs sous l’action du gouvernement, ou plus encore grâce à la CGT. Un rapport critique rédigé par une centrale syndicale américaine et basé sur les seuls témoignages des responsables syndicaux « libres », reçut un ample écho dans la presse anti-gouvernementale. La Vanguardia résuma ainsi que suit les principales conclusions du rapport : les syndicats sont « soumis au gouvernement », Perón fait montre envers eux de « paternalisme » quand il leur concède quelque amélioration, « il n’y a pas de liberté syndicale » en Argentine, la politique sociale du gouvernement « n’est rien de plus qu’un écran de la tyrannie », et la CGT est « une arme politique du gouvernement ». Toujours selon ledit rapport, il n’y avait pas de « libertés civiles »,.
La politique économique du gouvernement était une cible coutumière des socialistes et de La Vanguardia. En témoignent en particulier les arguments agités par le journal pour éreinter d’une part la planification économique et d’autre part les nationalisations d’entreprises de service public. Ainsi le journal fit-il litière du Premier Plan quinquennal (1947-1951), lui imputant inconséquence technique et statisme :

« Nous nous retrouvons avec un plan sans planification. C’est un programme de mystique plus que de science. Il se révélera être un art de la mystification plus qu’un programme de constructions.

Les pouvoirs économiques concédés au gouvernement par le projet du plan quinquennal signifient mettre en marche la politique économique de fermeture ou de nationalisme économiques. […] Le nationalisme économique qui se construit à coups de tarifs douaniers, qui sont haussés ou baissés arbitrairement par le Président de la République sans débat parlementaire, à coups de subsides d’exportation et d’importation, de restrictions de change pour telles marchandises et de change préférentiel pour les autres, est une politique néfaste pour le pays et qui assure aux consommateurs et aux travailleurs un enchérissement constant et progressif de la vie. »

La Vanguardia défendait la vieille Argentine exportatrice de matières premières agricoles, au détriment d’une Argentine industrielle :

« Son économie est fondamentalement agricole. Le point fort de l’économie spontanée du pays est la possibilité qu’il a de vendre des aliments agricoles et d’élevage dans le monde. En outre, nous n’avons pas les conditions pour développer notre propre industrie lourde, vu que nous n’avons ni fer ni charbon en quantités nécessaires à un tel but. »

Quant aux nationalisations d’entreprises de service public à capital étranger (telle que p. ex. l’acquisition par l’État argentin de l’Unión Telefónica, subdivision d’ITT, au capital américain, ou l’accord, dit Miranda-Eady, entre les gouvernements argentin et britannique sur les chemins de fer), La Vanguardia les déprisait comme étant « totalitaires », au motif que la procédure suivie pour conclure la négociation n’avait pas été démocratique, car n’ayant pas respecté les prescriptions en matière de publicité de l’appel d’offres et d’adjudication et ayant violé les lois comptables et budgétaires.

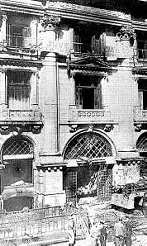
Le siège du PS à Buenos Aires (Maison du Peuple) en 1953, après le saccage par des militants péronistes.

Les gouvernements péronistes étaient tenus de garantir la liberté d'expression et de la presse. Cependant, un des éléments qui vint perturber l’exercice de ce droit fut la restriction du quota de papier à l’usage des journaux que le gouvernement se voyait dans l’obligation d’appliquer par suite de la pénurie mondiale de ce produit. La Vanguardia mettait en doute la volonté des autorités de répartir équitablement ladite matière première. Les procédures judiciaires et la mise sous séquestre d’éditions qui frappèrent différents organes de presse liés à des partis politiques, comme Provincias Unidas de l’UCR, Tribuna Democrática du Parti démocrate national, ou La Hora du PC, n’épargna pas La Vanguardia. Ainsi, son édition de 1er juin 1947 fut saisie par la police et ses directeurs furent renvoyés devant un juge,, et à la fin d’août 1947, après que le directeur général de la police municipale de Buenos Aires eut transmis à l’Intendance de la capitale un rapport établissant que les agents de son district avait dûment constaté les nuisances dont souffraient les voisins du local où était éditée La Vanguardia, lesdits voisins étant forcés « de supporter les bruits et les voix stridentes des vendeurs à la criée », l’intendant de Buenos Aires et le secrétaire à la Culture ordonnèrent le soir même la fermeture des ateliers du journal. Dans les années suivantes, La Vanguardia continua d’être éditée de façon irrégulière et distribuée sous le manteau, puis reparut à Montevideo à partir de 1952 sous les espèces d’une huitième page dans le journal El Sol, organe du PS uruguayen,,, avant de reparaître à Buenos Aires le 20 octobre 1955, un mois après le coup d’État contre Perón, et manifester une adhésion inconditionnelle à la dictature militaire qui s’ensuivit. Ces mesures contre la liberté de la presse eurent un fort retentissement international, sous forme d’articles dans divers périodiques, dont les contenus, provenant surtout de médias américains, étaient ensuite reproduits par la presse antipéroniste argentine.
En 1947, une nouvelle loi sur les universités mettait au rebut les postulats de la Réforme de 1918, auxquels adhéraient la quasi-totalité des professeurs et l’ensemble des organisations d’étudiants. Pour La Vanguardia, « le projet de loi universitaire matérialise le dessein du P. E. d’étendre à l’université l’inspection qu’il entend exercer dans toutes les manifestations de l’activité nationale »,. La Vanguardia mena une campagne de protestation et de solidarité avec les professeurs limogés, estimant que cette institution ne survivrait pas au péronisme : « L’université argentine a été décapitée », « Le gouvernement du général Perón a destitué des milliers de professeurs », et (en convoquant le rosisme) « Rosas tenta lui aussi de détruire l’université ». La critique de la politique éducative du gouvernement concernait également les niveaux primaire et secondaire, où les mesures péronistes, en particulier l’introduction par la loi de l’enseignement de la religion catholique dans les écoles publiques, étaient jugées par La Vanguardia cléricales et antidémocratiques, destinées à « détruire l’école publique […] créée selon les principes prônés par Sarmiento », et s’accompagnant « comme au temps de Rosas » de l’infiltration « de la politique militante et factieuse » dans les établissements scolaires.
Dès l’annonce du voyage d’Eva Perón en Europe, La Vanguardia le critiqua, en dirigeant l’attention sur la nature de la tournée et sur son coût :

« La dame se sent investie de la représentation de notre pays. Elle se montre comme notre ambassadrice. Elle parle à Franco en notre nom à tous. Qui l’en a autorisée ? Qui lui a délégué une quelconque représentation ? Aucun pouvoir de l’État argentin ne l’a fait. Ce nonobstant, la dame du Président joue la suppléante en Espagne d’un Président en déplacement. Et d’un Président aux pouvoirs totalitaires. »

Le 16 juin 1955, dans le but d’assassiner le président constitutionnel Juan Perón, des avions aux mains de militaires rebelles entreprirent de bombarder et de mitrailler la place de Mai, causant la mort de plus de 350 personnes et en blessant plus de 700. Ghioldi publia dans La Vanguardia de juin 1956 un éditorial consacré, en guise d’hommage, à cette attaque, et où se trouvait reproduite en facsimilé celui paru à Montevideo le 22 juin 1955, dans lequel Américo Ghioldi en personne exaltait la tentative avortée,,,.

## Intermède deLa Vanguardia (Tercera Etapa)
En janvier 1952, le dirigeant socialiste Dardo Cúneo eut un entretien avec le président Perón et critiqua vivement la politique du PS, lequel riposta en expulsant Cúneo sur-le-champ,. Le 1er février suivant, Enrique Dickmann et son fils Emilio Dickmann, tournant le dos à la politique antipéroniste à outrance adoptée par leur parti, se rencontra personnellement avec Perón pour négocier la remise en liberté de plusieurs prisonniers politiques et la permission pour La Vanguardia, qui avait été fermée en 1947 sur ordre du gouvernement, de paraître à nouveau,,. Cette démarche avait été conçue par Dickmann comme un incitatif à engager un débat interne au PS, et avait été précédée par une subtile prise de distance vis-à-vis des résolutions du PS les plus hostiles au péronisme, telles que le refus de participer aux élections de 1948 en vue de la constituante.
L’initiative de Dickmann eut une forte répercussion dans le milieu politique argentin et suscita une réaction furieuse de la part du Comité exécutif du PS, qui résolut de l’écarter aussitôt de son sein et de proposer son expulsion, laquelle fut consommée après examen du cas et à l’issue d’un vote à la majorité lors du congrès national du parti en mai de la même année,. En dépit de la réaction draconienne du Comité exécutif et du vote d’exclusion, Dickmann maintint sa ferme détermination à soulever une discussion à l’intérieur du PS, et entreprit une ultime tentative en ce sens lors du XXXIXe Congrès, réuni à Mar del Plata en avril 1953, auquel il s’adressa en sollicitant un nouveau recours en appel, en vain cependant.
Ce n’est qu’après l’échec de cette tentative que Dickmann se montra finalement disposé à se placer à la tête du mouvement sécessionniste soutenu par différents groupes socialistes précédemment écartés ou expulsés du PS en raison de leur affinité avec le péronisme. La dissidence socialiste était emmenée — outre par Dickmann — par son fils Emilio Dickmann, Carlos M. Bravo (lui aussi fils d’un dirigeant historique, Mario Bravo), Saúl Bagú, Pedro Juliá et José O. Cavallieri. Ainsi plusieurs personnalités socialistes, faisant front à Repetto, pour lors président du PS, se mirent-ils en devoir de convoquer un congrès alternatif pour faire pièce aux dirigeants antipéronistes. Finalement, le 8 août 1953, fut annoncée la naissance du Parti socialiste de la révolution nationale (Partido Socialista de la Revolución Nacional, sigle PSRN) lors d’une réunion publique dont le dernier orateur était Enrique Dickmann, qui fut élu président. La clôture du rassemblement fondateur incomba à ce dernier, qui consacra une bonne part de son allocution à défendre sa tentative de rapprochement avec le gouvernement péroniste et à blâmer la politique d’opposition intransigeante menée par le Comité exécutif du PS, tout en se revendiquant expressément de la tradition socialiste argentine, incarnée par la figure de son fondateur, Juan B. Justo, et de laquelle la direction conduite par Repetto et Ghioldi, et non lui-même, s’étaient écartés.
Le PSRN réussit à occuper les locaux du PS, y compris le siège central du parti, la dénommée Maison du peuple. L’atelier d’impression du siège, fermé en 1947 sur décision de la municipalité de Buenos Aires, fut réhabilité et cédé au groupe dissident en septembre 1953. Dickmann, ayant obtenu de la part des autorités péronistes l’autorisation de recommencer à éditer La Vanguardia, lança en septembre 1953 le journal La Vanguardia (Tercera etapa) (=Troisième période), sous-titré Organe officiel du Parti socialiste, dans le premier numéro duquel fut publiée une « Déclaration du Mouvement socialiste assumant la conduite du Parti ». Le titre de presse s’arrogeait désormais la représentation du parti et désignait par « ex-direction » ou « direction conservatrice » l’équipe dirigeante traditionnelle. Dickmann se vit offrir le poste de directeur du journal, mais préféra décliner cette offre, se désolant de n’être pas en état de se charger « pour la neuvième fois » de cette responsabilité,.
Les articles de La Vanguardia (Tercera etapa) n’étaient pas signés, ce qui laisse supposer une unité de vue chez les collaborateurs, confirmée par la cohérence de la ligne éditoriale. L’attention du journal était centrée sur la situation politique actuelle, et le journal ne manquait pas de mettre en évidence les mérites de l’action politique du gouvernement péroniste et sa conformité aux postulats du socialisme, et soutenait que le pouvoir péroniste réalisait dans les faits les points sensibles du programme du PS, mettant par là le doigt sur l’ineptie de l’attitude adoptée par l’ancienne direction face à un gouvernement se qualifiant lui-même de « révolutionnaire ». Dans la controverse sur la légitimité de la direction « conservatrice » du parti, le journal ne cessait d’invoquer la tradition du PS, avec à l’appui, dans un grand nombre d’articles et d’éditoriaux, d’omniprésentes citations de Justo comme source d’autorité et des gloses de ses thèses érigées en axiomes devant guider l’action des socialistes de la nouvelle période, au rebours de l’action des « mauvais disciples du Maître »,. Un article allait jusqu’à attribuer à Justo d’avoir prédit la révolution péroniste dans un discours à la Chambre en 1915. Un argument récurrent dans le journal consistait à désigner la mort de Justo en 1928 comme point d’enclenchement du processus de décadence du PS. Dans un article, il était signalé qu’après le décès de Justo :

« [les] responsables [...] du Parti socialiste n’étaient ni anti-impérialistes, ni anticapitalistes, ni anti-uriburistes, ni antijustistes, mais étaient antiradicaux et antipéronistes, se définissant de ce fait comme ennemis de tout mouvement populaire où la classe ouvrière ou la classe moyenne puisse intervenir en masse. »

En particulier, la rédaction s’affairait à construire une représentation de Justo qui soit compatible avec le nouveau cap pris par le journal, ce qui allait se traduire notamment par une polémique avec Jorge Abelardo Ramos, militant trotskiste alors en passe de rejoindre le PSRN. Ramos avait préfacé une réédition d’El porvenir de América Latina de l’auteur anti-impérialiste Manuel Ugarte, impliqué autrefois dans une âpre controverse avec la direction du PS autour de la question nationale et de l’impérialisme, notamment à propos de la sécession du Panama, dont le PS sous Justo s’était fait le défenseur en la qualifiant de « progressiste ». La Vanguardia (Tercera Etapa) exprima sa contrariété de voir Justo critiqué par Ramos et tenta de donner pour équivalentes les vocations nationales et anti-impérialistes respectives de Justo et d’Ugarte :

« Nous partageons le propos du préfacier lorsqu’il revendique Ugarte, délibérément et systématiquement passé sous silence dans son propre pays [...]. Cette appréciation [...] ne saurait pourtant justifier la notoire injustice que commet le préfacier concernant [...] Juan B. Justo. [...] Justo avait des idées assez claires sur l’impérialisme et les a exposées sans laisser planer de doutes, avec autant de précision sociologique que le littéraire Ugarte. »

Après avoir cité quelques passages où Justo soulignait l’importance de « conserver son autonomie » dans un « marché universel dont nous sommes une simple province » ou mettait en cause « notre asservissement au capital étranger », l’article reconnaissait aussi de « présumées erreurs » certes commises par Justo, mais attribuables au contexte historique, et formulait en conclusion l’hypothèse suivante :

« Le maître du socialisme [...] n’eut pas le loisir de discerner les événements [...] qui allaient exacerber les contradictions du capitalisme international [...], car, s’il avait vécu à notre époque, Justo aurait imprimé au mouvement une orientation cohérente de lutte, et le Parti socialiste serait resté fidèle à ses grandes lignes doctrinales. »

Dans le même temps, le discours de Dickmann autant que les colonnes de La Vanguardia (Tercera Etapa) s’ingéniaient à greffer le péronisme sur la tradition classique du PS. La Vanguardia (Tercera Etapa) se soucia ainsi de concilier la mémoire officielle que l’État péroniste tâchait d’élaborer, et la tradition du PS, mise à mal notamment par la décision de la municipalité de Buenos Aires de rebaptiser une de ses avenues au détriment de l’icône du PS :

« Il y a trois ou quatre ans, la municipalité de la Capitale attribua à une artère de la ville le nom de ‘avenida 17 de octubre’. La mesure nous paraît logique. La journée du 17 octobre a une signification très particulière pour le mouvement péroniste [...]. Nous ne réprouvons pas [...] le nom de ‘17 de octubre’. Mais la mesure nous paraît inopportune en ce que celle-ci — même si par elle on exalte un fait d’une importance historique incontestable — supplante le nom d’une figure exceptionnelle, elle aussi de portée historique, comme l’est Juan B. Justo. »

Face à cette circonstance, embarrassante pour les militants socialistes désireux de se rapprocher du péronisme sans pour autant renier leur tradition, le même article proposait une solution à même de satisfaire chacune des deux mémoires :

« Nous pensons que la ville est vaste, et qu’elle contient dans sa grande étendue une multitude d’artères d’importance urbaine, dans lesquelles peuvent prendre place, avec légitime fierté, tant le fait historique dont se souviennent les travailleurs, que la figure de Justo, que les mêmes vénèrent. »

Si le nouveau parti sut s’acquérir une grande notoriété, il échoua cependant à se faire attribuer l’exclusivité de la participation socialiste en vue des élections législatives de 1954. Le résultat électoral à ce scrutin fut décevant, le PSRN ne récoltant que 22 516 suffrages. Ce nonobstant, la vitalité du parti ne cessait de croître, grâce à la vitalité des groupes trotskistes, qui définissaient le PSRN comme un « parti ouvrier », en préfiguration de l’actuel parti du même nom.
Le soutien sans réserve apporté au gouvernement péroniste par le PSRN, entre autres lors de l’affrontement entre le régime et l’Église catholique en 1954 et 1955, allait compromettre gravement sa position après le coup d’État de septembre 1955 qui renversa Perón. Dickmann, déjà fort âgé, délégua à Carlos María Bravo la direction du parti, lequel poursuivit son virage à gauche, sous l’action prégnante de Ramos et de Jorge Enea Spilimbergo. Le parti fut déclaré dissous par le régime militaire issu du coup d’État et toute activité politique de ses dirigeants interdite en janvier 1956, ce qui sonna du même coup le glas de La Vanguardia (Tercera Etapa).

## Coup d’État de septembre 1955 et Révolution libératrice
Les socialistes avaient fini par se convaincre que seul l’usage de la force pouvait venir à bout du péronisme, étant donné sa nature « fasciste ». Quelques jours à peine après le coup d’État de 1955, le PS, par la voix de La Vanguardia, déclara publiquement :

« Les socialistes argentins saluent avec émotion le grand effort de libération vis-à-vis de la tyrannie que le peuple argentin vient d’accomplir avec l’aide principale et décisive de l’aviation, de l’escadre et de l’armée de terre, et se disent confiants que la grande tâche de remise en ordre qui attend le gouvernement militaire sera conduite jusqu’à la fin avec la même détermination, la même circonspection et le même patriotisme que jusqu’ici. »

Cet enthousiasme allait se traduire bientôt par la collaboration effective de plusieurs dirigeants du PS parmi les plus éminents, comme notamment Alfredo Palacios, nommé ambassadeur d’Argentine en Uruguay, et Américo Ghioldi, Alicia Moreau de Justo, Nicolás Repetto et Ramón Muñiz, qui siégeront au sein du Comité consultatif national. La Vanguardia, porte-parole le plus conséquent et le plus persévérant de cet appui, recommença à paraître le 20 octobre 1955, sous la direction de Ghioldi, avec un tirage initial hebdomadaire de 300 000 exemplaires et sur un total de quatre pages (parfois jusqu’à six ou huit). L’éditorial de ce premier numéro s’évertuait à justifier le récent coup d’État, mais en voulant le voir comme une entreprise dont nul, à l’exception de Perón et des syndicats péronistes, ne devait être exclu et qui avait été conçue au bénéfice du peuple tout entier :

« Nous nous trouvons devant une révolution propre, sans interventions susceptibles de blesser la sensibilité nationale, sans contacts subreptices avec les milieux d’affaires internationaux, sans possibilité que quiconque, qu’il soit ou non du même acabit que le tyran qui a fui, puisse appliquer les poncifs éculés de « vendus à l’or étranger », d’« agents de l’impérialisme », si souvent utilisés par le terrorisme totalitaire de l’une ou l’autre couleur pour instiller la peur aux démocrates. La révolution a été argentine par sa longue durée, par la conscience qui l’a préparée, par les cœurs qui l’ont exécutée, et par le sens démocratique de sa proclamation. [...] Sa signification historique profonde réside en ce que c’est une révolution libératrice qui a séparé la tête malade d’avec le corps sain de la nation, et laisse la voie libre aux multiples énergies créatrices des hommes, des partis, des églises, des écoles, afin que par un concours coopératif des efforts ils sauvent l’Argentine de la misère, augmentent la richesse, distribuent mieux le revenu national, renforcent la démocratie, donnent sens et contenu social à la liberté de l’homme, source d’éternelle jouvence. »

Selon le journal, le coup d’État représenterait une date charnière dans l’histoire de l'Argentine :

« La révolution est, de prime abord, un fait historique d’importance énorme. Le gouvernement surgi d’elle se déploie au-dedans de l’ordre commun propre aux hommes qui ne cherchent pas à opprimer, à leurrer ou à attaquer. La nouvelle ère est un front de démarcation. Nous devons bannir le passé tyrannique et dans le même temps construire la démocratie future. Le devoir est donc double, enterrer et planter. Tous nous devons enterrer le passé. La révolution doit atteindre tous les milieux, organismes, institutions, lois et réglementations. Tous, nous devons planter. La démocratie devra croître. Il faut préparer le terrain, sélectionner la semence et arroser. »

Il y avait lieu, selon le PS, d’assainir l’administration publique péroniste, tâche à laquelle La Vanguardia priait le nouveau gouvernement de s’atteler sans délai :

« En accord avec l’aspiration unanime du peuple argentin, le gouvernement de la révolution doit donc affermir son dessein de châtier avec une extrême et implacable sévérité les délinquants de toute espèce du régime déposé [...]. Il doit le faire non seulement par un irrécusable impératif de justice, mais aussi avec une finalité pédagogique jamais plus opportune et nécessaire que dans les présentes circonstances de la vie du pays. »

L’œuvre de « réparation » de la révolution devait s’étendre au mouvement ouvrier et faire en sorte que les « syndicats reviennent aux mains de ses légitimes représentants », le PS s’étant en effet avisé qu’en cette matière le gouvernement de Lonardi n’allait pas au fond des choses et qu’il ne se proposait pas de démanteler dans l’immédiat les structures syndicales mises en place depuis 1945,. Entre les deux tendances — celle de Lonardi, d’orientation nationale-catholique, qui souhaitait éradiquer seulement la partie jugée négative du péronisme, en ce compris Perón lui-même, mais sans porter préjudice aux conquêtes sociales, et celle, incarnée par Isaac Rojas ou Aramburu, à la tête des forces libérales et conservatrices, qui entendait en finir tout de go avec l’héritage péroniste — le PS avait opté pour cette dernière :

« Les tenant du néopéronisme n’ont rien à voir avec la révolution, et nul, qu’il soit enivré ou endormi, ne doit songer à pactiser avec eux. »

Aramburu, le successeur de Lonardi, se mit en devoir d’accomplir la « véritable » Révolution libératrice, c’est-à-dire de mettre à bas l’Argentine telle que façonnée par Perón et son mouvement. Le PS, comme de juste, s’en applaudit par le truchement de La Vanguardia :

« Nous, Argentins démocrates, pouvons dire que nous avons assisté à une révolution dans la révolution. L’affirmation est légitime, car elle tend à mettre en évidence que la révolution a recouvré le cap dont elle n’aurait jamais dû dévier et qu’on était en droit d’attendre d’elle. »

Plus particulièrement, le PS soulignait la nécessité d’abroger la constitution adoptée en 1949 :

« Le pays ne peut conserver aucun instrument de la tyrannie ; plus l’instrument a été fondamental pour articuler l’oppression, plus son annulation est urgente et inéluctable. [...] La Constitution de 1949 est fille putative d’une constituante servile, attentive à la voix de son maître. Cette constitution bâtarde-là doit être abrogée et le pays doit reprendre le cap qui a été fixé à tout jamais, celui de Mai et Caseros. »

En mai 1956, par décret, Aramburu « déclara en vigueur la Constitution nationale sanctionnée en 1853, y compris les réformes de 1860, 1866, 1898, et à l’exclusion de celle de 1949 ».
Selon La Vanguardia, un décret s’imposait à présent « qui punisse l’apologie du péronisme, comme cela s’est fait en Italie pour le mussolinisme ». Le décret en ce sens fut promulgué le 9 mars 1956, qui sanctionnait d’une peine de prison de 30 jours à six ans et d’amendes quiconque avait utilisé ou diffusé « aux fins d’affirmation idéologique péroniste » les symboles du gouvernement destitué, jusques et y compris la mention des noms de Perón et de son épouse,.
Entre-temps, les péronistes étaient entrés en résistance, par des actions non violentes (grèves, manifestations) mais également violentes, consistant en attentats à la bombe, sabotages, incendies, et une tentative avortée de coup d’État, dite Mouvement de récupération nationale, menée le 9 juin 1956 par Juan José Valle et Raúl Tanco,. Le gouvernement, qui était au fait du projet de soulèvement, laissa faire et, à son déclenchement, eut beau jeu de le déjouer, puis de châtier durement 18 de ses initiateurs militaires, auxquels s’ajoutèrent neuf civils, tous exécutés sans jugement. Quelques jours plus tard, sous la plume de Ghioldi, La Vanguardia, au diapason du PS, approuva ces exécutions sommaires, sous un titre barrant toute la première page et ainsi conçu : « Jamais plus la cruelle tyrannie totalitaire n’assombrira la vie argentine » :

« Les faits de la nuit du samedi 9 au dimanche 10, à l’intérieur de leur immense tragédie, déterminent des circonstances et des positions sur lesquelles il apparaît nécessaire de s’attarder à penser profondément. En premier lieu, il y a comme donnée fondamentale des faits survenus la détermination absolue et totale du Gouvernement à réprimer avec énergie toute tentative de retourner au passé. C’en est fini du lait de l’humaine tendresse. À présent, tous savent que personne ne tentera, sans risque pour sa vie, de perturber l’ordre, car c’est entraver le retour à la démocratie,. »

La Vanguardia apporta sur ces événements une information détaillée, qui ne faisait que reproduire en l’amplifiant la version gouvernementale. Il y était rapporté que dans les premiers jours du soulèvement, les autorités avaient découvert dans une valise toute une documentation concernant un (supposé) plan terroriste, dont l’objectif consistait en « l’extermination à froid d’une génération de militants de la liberté connus, ainsi que [d’une génération] d’adversaires, leur parentèle y compris, pour assurer la tranquillité du pouvoir durant quelques années »,. Le journal approuvait l’action répressive, arguant qu’en plus d’envoyer un signal des plus clairs aux « travailleurs péronistes » pour leur signifier qu’un retour en arrière était impossible, « le sang de ceux morts dans la lutte ainsi que la sévérité de la répression dissuaderont pour de nombreuses années ceux qui envisagent les coups d’audace comme manière facile d’accès au pouvoir. Le gangstérisme politique [...] a subi un rude coup ». Après avoir affirmé l’« absence totale du peuple et de la classe ouvrière dans la tentative séditieuse », le journal exprima sa « confiance dans l’information véridique que le gouvernement donne sur les événements qui se produisent », ce pourquoi « les partis politiques, le mouvement ouvrier libre, les centres étudiants font rang autour du gouvernement »,. Dans la suite, les périodiques de tendance péroniste ne se lasseraient pas de rappeler la prise de position de La Vanguardia sur les exécutions ; pour le journal péroniste Retorno p. ex. Ghioldi était « une des figures les plus sinistres de la politique argentine, [ayant] demandé, de son siège dans le Comité consultatif, plus de fusillements de patriotes ».
Même si Ghioldi déclara quelques jours après que « La Vanguardia, qui n’est pas une annexe du Parti mais son organe sensible, n’a pas eu d’autre orientation que celle arrêtée par les Congrès, les Conseils et le Comité exécutif », et si par conséquent ce qui était exprimé par le journal reflétait bien la pensée de la direction du PS, il est permis de supposer que tous au parti n’adhéraient pas à un point de vue aussi extrême, d’autant que tout ce qui s’est passé dans la vie du parti par la suite dénote une rupture du consensus antipéroniste des socialistes, comme en témoignent notamment le remplacement, en décembre de la même année, de Ghioldi à la tête de La Vanguardia par Alicia Moreau de Justo, et le fait qu’à la fin de l’année suivante le parti allait se diviser en une aile libérale, située plus à droite, et une aile gauche. Pour l’heure, au premier anniversaire de la dictature militaire, les socialistes se félicitaient dans les colonnes du journal d’avoir contribué « à la promouvoir, à la réaliser et à la défendre »,.

## Dissensions au PS: évincement de Ghioldi et scission
En 1957-1958, pendant que Ghioldi était à la direction du PS, une crise aiguë finit par éclater, dont les origines se situent avant 1955 et qui eut pour effet de diviser l’instance dirigeante en deux fractions. Au congrès du parti en juin 1956 à Buenos Aires, la fraction menée par Ghioldi prônait un soutien sans restriction au gouvernement militaire issu du coup d’État de 1955, au contraire d’une aile gauche alors en gestation animée notamment par Alfredo Palacios et Alicia Moreau de Justo, qui avait à cœur de faire un distinguo entre le personnage Perón et les masses péronistes,.

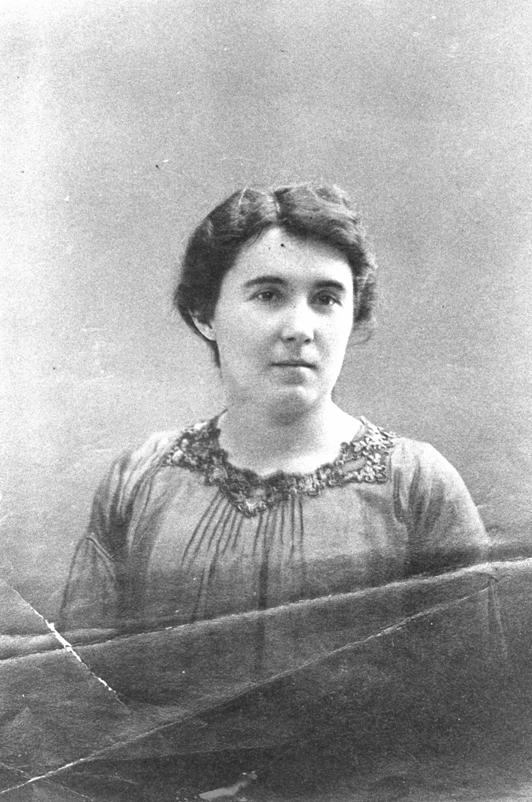
Alicia Moreau, l’une des principales figures du mouvement rénovateur (aile gauche), opposé au ghioldisme, au sein du PS argentin. Désignée à la tête de La Vanguardia en 1956 après l’évincement de Ghioldi.

Le ghioldisme, longtemps majoritaire au Comité exécutif national (CEN) du PS et dans la Commission de la presse (et donc à la direction de La Vanguardia), avait eu jusque-là la haute main sur les leviers de l’appareil du parti, y compris sur les biens sociaux, tels que la S. A. La Vanguardia, en plus d’occuper une position prédominante dans les comités de direction des deux plus grandes fédérations socialistes, celles de Capital fédéral et de la province de Buenos Aires. En face, les dirigeants des Jeunesses socialistes (JJSS) — le plus connu parmi eux étant Alexis Latendorf — avaient derrière eux la fraction alors la plus dynamique du PS et étaient restés en contact avec la quasi-totalité de l’éventail politique de la gauche argentine et avec le monde universitaire.
Le premier incident sérieux entre les deux fractions eut lieu le 26 novembre 1956, lorsque la Commission de la presse désigna Alicia Moreau de Justo au poste de directeur de La Vanguardia, alors que le camp conservateur avait escompté la reconduction de Ghioldi, directeur « historique » du journal, en réaction à quoi la faction ghioldiste commença à publier, à la mi-novembre 1957, son propre titre de presse, Afirmación,. Face aux commentaires critiquant au sein du PS l’orientation pro-RL de La Vanguardia, Ghioldi arguait qu’il n’avait fait que répercuter la position officielle du parti, et attribua sa non-reconduction à une « défenestration » imputable à des « coteries secrètes qui nomment et excluent les orateurs ».
Dans les succursales du parti, plus particulièrement à Buenos Aires et dans la province homonyme, une fracture commençait à apparaître en interne entre ceux qui adhéraient à la faction rénovatrice (et lisaient La Vanguardia) et ceux qui appuyaient Ghioldi (et lisaient Afirmación). La « ligne libérale » (soit le ghioldisme) était soutenue par quelque 40 % des délégués, pour une grande part venant de la capitale, et la « ligne de gauche » escomptait obtenir l’adhésion d’une cinquantaine de %.
Lors du congrès extraordinaire réuni à Córdoba les 16 et 17 novembre 1957, le candidat ghioldiste — en l’espèce Nicolás Repetto — fut battu et la présidence du congrès alla à Alfredo Palacios. Un point épineux des réformes que voulait mettre en œuvre la nouvelle majorité (rénovatrice) touchait au destin de la S.A. La Vanguardia, propriétaire des biens sociaux du PS (y compris les Maisons du peuple et le matériel d’imprimerie du journal), qui était devenue depuis la fondation du parti dans la décennie 1920 un important outil de pouvoir aux mains du ghioldisme, attendu que la plupart des actions étaient détenues par des partisans de cette mouvance.
Le ghioldisme échoua à obtenir que la « question interne » soit inscrite à l’ordre du jour. À propos de la La Vanguardia, la faction ghioldiste relevait que sous la direction de Moreau (c’est-à-dire depuis la mise à l’écart de Ghioldi) le journal s’était éloigné de la ligne politique du parti, — laquelle comportait le « soutien à la Révolution libératrice » —, et avait en lieu et place ouvert ses colonnes à des dirigeants syndicaux péronistes, à quoi Moreau répliqua que le journal s’était efforcé de suivre une ligne moins « libérale et plus socialiste, au sens économico-social », et que l’appui aux grévistes ainsi que les critiques contre le « gouvernement provisoire » répondaient à la nécessité de combattre « ce que la Révolution libératrice avait de conservateur et d’antipopulaire ». À la remarque d’Arturo L. Ravina faisant observer que par suite de la nouvelle ligne, La Vanguardia avait perdu un grand nombre de ses abonnés, la gauche du PS répliqua que le journal avait perdu ses abonnés « réactionnaires », qui se seraient reportés sur Afirmación. De fait, le tirage de La Vanguardia était passé de 250 000 exemplaires en 1955 à 55 000 en juillet 1958, sans doute parce que les lecteurs les plus âprement antipéronistes avaient cessé de se procurer le journal.
Pour la gauche du parti, la fracture du PS était un mal moindre en regard de la possibilité que les prochains scrutins internes la mettent en minorité face au ghioldisme. Les groupes de gauche encourageaient la majorité (rénovatrice) du CEN à appliquer la clause adoptée au congrès de Córdoba à la suite de la défection ghioldiste en cas d’un « abandon définitif des postes » et par là à interdire toute possibilité pour la minorité (ghioldiste) de réintégration dans le CEN, ce qui assènerait le coup de grâce au camp ghioldiste. Le 15 juillet, les membres de la majorité (rénovatrice) en réunion à Buenos Aires, sans donner trop de temps à la minorité (ghioldiste) de faire acte de présence, décida de l’exclure, proclamant que le CEN serait « temporairement » composé des « dix membres ayant continué à remplir leurs fonctions » ; des personnalités furent « détachées » du parti, parmi lesquelles quelques figures « historiques » du socialisme argentin, comme Nicolás Repetto, Jacinto Oddone et Ghioldi lui-même.
Les expulsés, qualifiant d’illégales les décisions de la « majorité accidentelle du CEN », mirent sur pied un Comité exécutif provisoire, appelèrent à la tenue d’élections internes pour désigner de nouvelles instances dirigeantes du PS, et firent part de leur intention d’ester en justice pour récupérer l’appellation et les biens sociaux du parti. La minorité proscrite fit publier dans Afirmación, que dirigeait Ghioldi, un document qualifiant d’« antistatutaire » et de « violente » la résolution majoritaire et dénonçant la mainmise sur le parti et sur ses biens par la fraction opposée. Celle-ci, dirigée par Alfredo Palacios, Alicia Moreau et d’autres, allait fonder le Parti socialiste argentin (PSA), tandis que la minorité, dont faisaient partie — outre Ghioldi — Nicolás Repetto, Manuel V. Besasso, Andrés Justo (fils de Juan B. Justo), Francisco Pérez Leirós, Jacinto Oddone et Juan Antonio Solari, se constituait en Parti socialiste démocratique (PSD),,,.
Après la scission du PS en 1958, c’est le Parti socialiste argentin, qui regroupait l’aile gauche du défunt PS, qui s’empara de la direction de La Vanguardia, en la personne d’Alicia Moreau de Justo, alors que le Parti socialiste démocratique, qui avait recueilli les ghioldistes du PS, lançait le journal Nuevas Bases, dirigé par Américo Ghioldi.
Durant les années de l’« éparpillement» du socialisme argentin (1958-2002) parurent différentes versions de La Vanguardia, dont quelques-uns ajoutèrent un adjectif au titre pour signaler la fraction socialiste qui l’éditait ; vit le jour ainsi La Vanguardia Popular, éditée par le PS Populaire de Guillermo Estévez Boero, avec à sa tête différentes personnalités telles que Gustavo Galland, Mariano Díaz, Carlos Maniero ou Alfredo Lazzeretti, tandis que le PS Démocratique faisait paraître sa version, sous la houlette entre autres d’Héctor A. Bravo et d’Oscar R. González. Pour La Vanguardia comme organe du PSD, dont le premier numéro parut en 1962, les anniversaires de la Révolution libératrice étaient à chaque fois l’occasion d’évoquer élogieusement cet événement ainsi que la figure du général Pedro Aramburu.

## Nouveau départ (2006)
Dans le sillage de la réunification du PS en 2002, La Vanguardia fut reconnu comme organe de presse officiel du parti dans sa charte statutaire. L’année 2006 marqua le début d’une nouvelle ère du journal, avec 14 éditions consécutives, sous la direction de Guillermo F. Torremare (jusqu’à 2008) et d’Américo Schvartzman (de 2008 à 2011).
En 2011, un groupe d’anciens dirigeants du PS, désormais regroupés dans la Confédération socialiste argentine, lancèrent un journal de même titre, par le biais d’une société anonyme dénommée « La Vanguardia Editora », et avec pour directeur Guillermo F. Torremare et pour éditeur Guillermo Wolff. Parmi les chroniqueurs du journal figurent notamment Jorge Rivas, Juan Carlos Coral, Alejandro Rofman et Susana Rinaldi. Imprimé en couleurs, le journal comprend 16 pages et professe être un « périodique socialiste défenseur de la classe laborieuse ».
Le PS argentin pour sa part désigna en 2012 Carlos Gabetta au poste de directeur général de La Vanguardia, le journaliste et enseignant Américo Schvartzman à celui de directeur de l’édition papier, et Mariano Schuster à celui de directeur de l’édition numérique. En avril 2013, le journal commença à paraître sur papier au rythme mensuel, au format tabloïde, en couleurs et sur 24 pages. Cette publication, qui fut reconnue par le PS comme son organe de presse officiel, veut être « une voix plurielle pour la gauche démocratique », publie des éditoriaux signés du président du PS, Hermes Binner, et jouit de la collaboration de personnalités socialistes de toute l’Argentine, telles que Rubén Giustiniani, Miguel Lifschitz, Héctor Polino, Lisandro Viale et Silvia Augsburger. Une spécificité du journal consiste en ce qu’il renferme des pages d’information propres au PS et distinctes des pages consacrées aux débats ayant cours dans la sociale-démocratie argentine, où l’on retrouve depuis la reparution du journal les contributions de chroniqueurs comme Marcos Novaro, Beatriz Sarlo, Roberto Gargarella, Julio Sevares, Pablo Marchetti, et d’autres auteurs et essayistes.
En juin 2014, le comité exécutif national du PS nomma Américo Schvartzman directeur de La Vanguardia.